# 1903
Portal Geschichte | Portal Biografien | Aktuelle Ereignisse | Jahreskalender | Tagesartikel

◄ |
19. Jahrhundert |
20. Jahrhundert
| 21. Jahrhundert

◄ |
1870er |
1880er |
1890er |
1900er
| 1910er | 1920er | 1930er | ►

◄◄ |
◄ |
1899 |
1900 |
1901 |
1902 |
1903
| 1904 | 1905 | 1906 | 1907 | ► | ►►
Staatsoberhäupter · Wahlen · Nekrolog  · Literaturjahr · Musikjahr · Filmjahr  · Sportjahr
| Januar | Januar | Januar | Januar | Januar | Januar | Januar | Januar |
| Kw     | Mo     | Di     | Mi     | Do     | Fr     | Sa     | So     |
| ------ | ------ | ------ | ------ | ------ | ------ | ------ | ------ |
| 1      |        |        |        | 1      | 2      | 3      | 4      |
| 2      | 5      | 6      | 7      | 8      | 9      | 10     | 11     |
| 3      | 12     | 13     | 14     | 15     | 16     | 17     | 18     |
| 4      | 19     | 20     | 21     | 22     | 23     | 24     | 25     |
| 5      | 26     | 27     | 28     | 29     | 30     | 31     |        |

| Februar | Februar | Februar | Februar | Februar | Februar | Februar | Februar |
| Kw      | Mo      | Di      | Mi      | Do      | Fr      | Sa      | So      |
| ------- | ------- | ------- | ------- | ------- | ------- | ------- | ------- |
| 5       |         |         |         |         |         |         | 1       |
| 6       | 2       | 3       | 4       | 5       | 6       | 7       | 8       |
| 7       | 9       | 10      | 11      | 12      | 13      | 14      | 15      |
| 8       | 16      | 17      | 18      | 19      | 20      | 21      | 22      |
| 9       | 23      | 24      | 25      | 26      | 27      | 28      |         |

| März | März | März | März | März | März | März | März |
| Kw   | Mo   | Di   | Mi   | Do   | Fr   | Sa   | So   |
| ---- | ---- | ---- | ---- | ---- | ---- | ---- | ---- |
| 9    |      |      |      |      |      |      | 1    |
| 10   | 2    | 3    | 4    | 5    | 6    | 7    | 8    |
| 11   | 9    | 10   | 11   | 12   | 13   | 14   | 15   |
| 12   | 16   | 17   | 18   | 19   | 20   | 21   | 22   |
| 13   | 23   | 24   | 25   | 26   | 27   | 28   | 29   |
| 14   | 30   | 31   |      |      |      |      |      |

| April | April | April | April | April | April | April | April |
| Kw    | Mo    | Di    | Mi    | Do    | Fr    | Sa    | So    |
| ----- | ----- | ----- | ----- | ----- | ----- | ----- | ----- |
| 14    |       |       | 1     | 2     | 3     | 4     | 5     |
| 15    | 6     | 7     | 8     | 9     | 10    | 11    | 12    |
| 16    | 13    | 14    | 15    | 16    | 17    | 18    | 19    |
| 17    | 20    | 21    | 22    | 23    | 24    | 25    | 26    |
| 18    | 27    | 28    | 29    | 30    |       |       |       |

| Mai | Mai | Mai | Mai | Mai | Mai | Mai | Mai |
| Kw  | Mo  | Di  | Mi  | Do  | Fr  | Sa  | So  |
| --- | --- | --- | --- | --- | --- | --- | --- |
| 18  |     |     |     |     | 1   | 2   | 3   |
| 19  | 4   | 5   | 6   | 7   | 8   | 9   | 10  |
| 20  | 11  | 12  | 13  | 14  | 15  | 16  | 17  |
| 21  | 18  | 19  | 20  | 21  | 22  | 23  | 24  |
| 22  | 25  | 26  | 27  | 28  | 29  | 30  | 31  |

| Juni | Juni | Juni | Juni | Juni | Juni | Juni | Juni |
| Kw   | Mo   | Di   | Mi   | Do   | Fr   | Sa   | So   |
| ---- | ---- | ---- | ---- | ---- | ---- | ---- | ---- |
| 23   | 1    | 2    | 3    | 4    | 5    | 6    | 7    |
| 24   | 8    | 9    | 10   | 11   | 12   | 13   | 14   |
| 25   | 15   | 16   | 17   | 18   | 19   | 20   | 21   |
| 26   | 22   | 23   | 24   | 25   | 26   | 27   | 28   |
| 27   | 29   | 30   |      |      |      |      |      |

| Juli | Juli | Juli | Juli | Juli | Juli | Juli | Juli |
| Kw   | Mo   | Di   | Mi   | Do   | Fr   | Sa   | So   |
| ---- | ---- | ---- | ---- | ---- | ---- | ---- | ---- |
| 27   |      |      | 1    | 2    | 3    | 4    | 5    |
| 28   | 6    | 7    | 8    | 9    | 10   | 11   | 12   |
| 29   | 13   | 14   | 15   | 16   | 17   | 18   | 19   |
| 30   | 20   | 21   | 22   | 23   | 24   | 25   | 26   |
| 31   | 27   | 28   | 29   | 30   | 31   |      |      |

| August | August | August | August | August | August | August | August |
| Kw     | Mo     | Di     | Mi     | Do     | Fr     | Sa     | So     |
| ------ | ------ | ------ | ------ | ------ | ------ | ------ | ------ |
| 31     |        |        |        |        |        | 1      | 2      |
| 32     | 3      | 4      | 5      | 6      | 7      | 8      | 9      |
| 33     | 10     | 11     | 12     | 13     | 14     | 15     | 16     |
| 34     | 17     | 18     | 19     | 20     | 21     | 22     | 23     |
| 35     | 24     | 25     | 26     | 27     | 28     | 29     | 30     |
| 36     | 31     |        |        |        |        |        |        |

| September | September | September | September | September | September | September | September |
| Kw        | Mo        | Di        | Mi        | Do        | Fr        | Sa        | So        |
| --------- | --------- | --------- | --------- | --------- | --------- | --------- | --------- |
| 36        |           | 1         | 2         | 3         | 4         | 5         | 6         |
| 37        | 7         | 8         | 9         | 10        | 11        | 12        | 13        |
| 38        | 14        | 15        | 16        | 17        | 18        | 19        | 20        |
| 39        | 21        | 22        | 23        | 24        | 25        | 26        | 27        |
| 40        | 28        | 29        | 30        |           |           |           |           |

| Oktober | Oktober | Oktober | Oktober | Oktober | Oktober | Oktober | Oktober |
| Kw      | Mo      | Di      | Mi      | Do      | Fr      | Sa      | So      |
| ------- | ------- | ------- | ------- | ------- | ------- | ------- | ------- |
| 40      |         |         |         | 1       | 2       | 3       | 4       |
| 41      | 5       | 6       | 7       | 8       | 9       | 10      | 11      |
| 42      | 12      | 13      | 14      | 15      | 16      | 17      | 18      |
| 43      | 19      | 20      | 21      | 22      | 23      | 24      | 25      |
| 44      | 26      | 27      | 28      | 29      | 30      | 31      |         |

| November | November | November | November | November | November | November | November |
| Kw       | Mo       | Di       | Mi       | Do       | Fr       | Sa       | So       |
| -------- | -------- | -------- | -------- | -------- | -------- | -------- | -------- |
| 44       |          |          |          |          |          |          | 1        |
| 45       | 2        | 3        | 4        | 5        | 6        | 7        | 8        |
| 46       | 9        | 10       | 11       | 12       | 13       | 14       | 15       |
| 47       | 16       | 17       | 18       | 19       | 20       | 21       | 22       |
| 48       | 23       | 24       | 25       | 26       | 27       | 28       | 29       |
| 49       | 30       |          |          |          |          |          |          |

| Dezember | Dezember | Dezember | Dezember | Dezember | Dezember | Dezember | Dezember |
| Kw       | Mo       | Di       | Mi       | Do       | Fr       | Sa       | So       |
| -------- | -------- | -------- | -------- | -------- | -------- | -------- | -------- |
| 49       |          | 1        | 2        | 3        | 4        | 5        | 6        |
| 50       | 7        | 8        | 9        | 10       | 11       | 12       | 13       |
| 51       | 14       | 15       | 16       | 17       | 18       | 19       | 20       |
| 52       | 21       | 22       | 23       | 24       | 25       | 26       | 27       |
| 53       | 28       | 29       | 30       | 31       |          |          |          |

| Januar | Januar | Januar | Januar | Januar | Januar | Januar | Januar |
| Kw     | Mo     | Di     | Mi     | Do     | Fr     | Sa     | So     |
| ------ | ------ | ------ | ------ | ------ | ------ | ------ | ------ |
| 1      |        |        |        | 1      | 2      | 3      | 4      |
| 2      | 5      | 6      | 7      | 8      | 9      | 10     | 11     |
| 3      | 12     | 13     | 14     | 15     | 16     | 17     | 18     |
| 4      | 19     | 20     | 21     | 22     | 23     | 24     | 25     |
| 5      | 26     | 27     | 28     | 29     | 30     | 31     |        |

| Februar | Februar | Februar | Februar | Februar | Februar | Februar | Februar |
| Kw      | Mo      | Di      | Mi      | Do      | Fr      | Sa      | So      |
| ------- | ------- | ------- | ------- | ------- | ------- | ------- | ------- |
| 5       |         |         |         |         |         |         | 1       |
| 6       | 2       | 3       | 4       | 5       | 6       | 7       | 8       |
| 7       | 9       | 10      | 11      | 12      | 13      | 14      | 15      |
| 8       | 16      | 17      | 18      | 19      | 20      | 21      | 22      |
| 9       | 23      | 24      | 25      | 26      | 27      | 28      |         |

| März | März | März | März | März | März | März | März |
| Kw   | Mo   | Di   | Mi   | Do   | Fr   | Sa   | So   |
| ---- | ---- | ---- | ---- | ---- | ---- | ---- | ---- |
| 9    |      |      |      |      |      |      | 1    |
| 10   | 2    | 3    | 4    | 5    | 6    | 7    | 8    |
| 11   | 9    | 10   | 11   | 12   | 13   | 14   | 15   |
| 12   | 16   | 17   | 18   | 19   | 20   | 21   | 22   |
| 13   | 23   | 24   | 25   | 26   | 27   | 28   | 29   |
| 14   | 30   | 31   |      |      |      |      |      |

| April | April | April | April | April | April | April | April |
| Kw    | Mo    | Di    | Mi    | Do    | Fr    | Sa    | So    |
| ----- | ----- | ----- | ----- | ----- | ----- | ----- | ----- |
| 14    |       |       | 1     | 2     | 3     | 4     | 5     |
| 15    | 6     | 7     | 8     | 9     | 10    | 11    | 12    |
| 16    | 13    | 14    | 15    | 16    | 17    | 18    | 19    |
| 17    | 20    | 21    | 22    | 23    | 24    | 25    | 26    |
| 18    | 27    | 28    | 29    | 30    |       |       |       |

| Mai | Mai | Mai | Mai | Mai | Mai | Mai | Mai |
| Kw  | Mo  | Di  | Mi  | Do  | Fr  | Sa  | So  |
| --- | --- | --- | --- | --- | --- | --- | --- |
| 18  |     |     |     |     | 1   | 2   | 3   |
| 19  | 4   | 5   | 6   | 7   | 8   | 9   | 10  |
| 20  | 11  | 12  | 13  | 14  | 15  | 16  | 17  |
| 21  | 18  | 19  | 20  | 21  | 22  | 23  | 24  |
| 22  | 25  | 26  | 27  | 28  | 29  | 30  | 31  |

| Juni | Juni | Juni | Juni | Juni | Juni | Juni | Juni |
| Kw   | Mo   | Di   | Mi   | Do   | Fr   | Sa   | So   |
| ---- | ---- | ---- | ---- | ---- | ---- | ---- | ---- |
| 23   | 1    | 2    | 3    | 4    | 5    | 6    | 7    |
| 24   | 8    | 9    | 10   | 11   | 12   | 13   | 14   |
| 25   | 15   | 16   | 17   | 18   | 19   | 20   | 21   |
| 26   | 22   | 23   | 24   | 25   | 26   | 27   | 28   |
| 27   | 29   | 30   |      |      |      |      |      |

| Juli | Juli | Juli | Juli | Juli | Juli | Juli | Juli |
| Kw   | Mo   | Di   | Mi   | Do   | Fr   | Sa   | So   |
| ---- | ---- | ---- | ---- | ---- | ---- | ---- | ---- |
| 27   |      |      | 1    | 2    | 3    | 4    | 5    |
| 28   | 6    | 7    | 8    | 9    | 10   | 11   | 12   |
| 29   | 13   | 14   | 15   | 16   | 17   | 18   | 19   |
| 30   | 20   | 21   | 22   | 23   | 24   | 25   | 26   |
| 31   | 27   | 28   | 29   | 30   | 31   |      |      |

| August | August | August | August | August | August | August | August |
| Kw     | Mo     | Di     | Mi     | Do     | Fr     | Sa     | So     |
| ------ | ------ | ------ | ------ | ------ | ------ | ------ | ------ |
| 31     |        |        |        |        |        | 1      | 2      |
| 32     | 3      | 4      | 5      | 6      | 7      | 8      | 9      |
| 33     | 10     | 11     | 12     | 13     | 14     | 15     | 16     |
| 34     | 17     | 18     | 19     | 20     | 21     | 22     | 23     |
| 35     | 24     | 25     | 26     | 27     | 28     | 29     | 30     |
| 36     | 31     |        |        |        |        |        |        |

| September | September | September | September | September | September | September | September |
| Kw        | Mo        | Di        | Mi        | Do        | Fr        | Sa        | So        |
| --------- | --------- | --------- | --------- | --------- | --------- | --------- | --------- |
| 36        |           | 1         | 2         | 3         | 4         | 5         | 6         |
| 37        | 7         | 8         | 9         | 10        | 11        | 12        | 13        |
| 38        | 14        | 15        | 16        | 17        | 18        | 19        | 20        |
| 39        | 21        | 22        | 23        | 24        | 25        | 26        | 27        |
| 40        | 28        | 29        | 30        |           |           |           |           |

| Oktober | Oktober | Oktober | Oktober | Oktober | Oktober | Oktober | Oktober |
| Kw      | Mo      | Di      | Mi      | Do      | Fr      | Sa      | So      |
| ------- | ------- | ------- | ------- | ------- | ------- | ------- | ------- |
| 40      |         |         |         | 1       | 2       | 3       | 4       |
| 41      | 5       | 6       | 7       | 8       | 9       | 10      | 11      |
| 42      | 12      | 13      | 14      | 15      | 16      | 17      | 18      |
| 43      | 19      | 20      | 21      | 22      | 23      | 24      | 25      |
| 44      | 26      | 27      | 28      | 29      | 30      | 31      |         |

| November | November | November | November | November | November | November | November |
| Kw       | Mo       | Di       | Mi       | Do       | Fr       | Sa       | So       |
| -------- | -------- | -------- | -------- | -------- | -------- | -------- | -------- |
| 44       |          |          |          |          |          |          | 1        |
| 45       | 2        | 3        | 4        | 5        | 6        | 7        | 8        |
| 46       | 9        | 10       | 11       | 12       | 13       | 14       | 15       |
| 47       | 16       | 17       | 18       | 19       | 20       | 21       | 22       |
| 48       | 23       | 24       | 25       | 26       | 27       | 28       | 29       |
| 49       | 30       |          |          |          |          |          |          |

| Dezember | Dezember | Dezember | Dezember | Dezember | Dezember | Dezember | Dezember |
| Kw       | Mo       | Di       | Mi       | Do       | Fr       | Sa       | So       |
| -------- | -------- | -------- | -------- | -------- | -------- | -------- | -------- |
| 49       |          | 1        | 2        | 3        | 4        | 5        | 6        |
| 50       | 7        | 8        | 9        | 10       | 11       | 12       | 13       |
| 51       | 14       | 15       | 16       | 17       | 18       | 19       | 20       |
| 52       | 21       | 22       | 23       | 24       | 25       | 26       | 27       |
| 53       | 28       | 29       | 30       | 31       |          |          |          |

## Ereignisse

### Politik und Weltgeschehen

#### Europa
- 1. Januar: Adolf Deucher wird zum dritten Mal Bundespräsident der Schweiz.
- 3. Januar: In Wien beginnt eine deutsch-tschechische Ausgleichskonferenz für Böhmen. Die Verwaltungsbezirke sollen in deutsche, tschechische und zweisprachige Bezirke neu gegliedert werden. Die Konferenz wird am 20. Januar 1903 ergebnislos abgebrochen, nachdem die Tschechen die Gleichberechtigung beider Sprachen forderten.
- 2. April: Die französische Regierung verpflichtet alle Gemeinden zum Bau öffentlicher Schulgebäude. 1600 konfessionelle Schulen müssen ihre Tätigkeit bis zum 31. Juli 1903 einstellen.
- 9. April: Der russische Zar setzt die finnische Verfassung außer Kraft. Ein Ausnahmegesetz gibt dem Generalgouverneur Nikolaj Bobrikow diktatorische Vollmachten.
- 19. April: In Kischinew/Russland kommt es zu dreitägigen Massenpogromen von russischen Christen gegen Juden, bei denen die Polizeikräfte nicht eingreifen. Nach internationalen Protesten erklärt das russische Innenministerium die Judenverfolgung mit deren sozialistischen Aufruhr gegen Zar Nikolaus II. Journalisten vermuten eher eine Sündenbock-Politik angesichts der Wirtschaftsmisere, der weitverbreiteten Armut und wachsenden Arbeiterunruhen.
- 1. Mai: Der Staatsbesuch König Edwards VII. in Frankreich leitet die britisch-französische Annäherung ein; am 6. Juli folgt der Gegenbesuch des französischen Präsidenten Émile Loubet mit seinem Außenminister Delcassé. Das Verhältnis beider Staaten war seit der Faschoda-Krise 1898 getrübt, mündet nun aber 1904 in den Abschluss der Entente Cordiale.
- 5. Mai: Großbritannien deklariert den Persischen Golf als „Teil der indischen Grenze“. Dies ist eine Warnung an das Deutsche Reich wegen des Baues der Bagdadbahn und an Russland wegen dessen persischen Interessen.
- 11. Juni: Der serbische König Alexander I. und seine Gattin Draga werden von serbischen Offizieren im Königspalast ermordet.
- 12. Juni: In Frankreich wird die zweijährige Wehrpflicht eingeführt. Die Friedensstärke des Heeres wird auf 600.000 Mann festgelegt.
- 16. Juni: Bei den Wahlen zum 11. Deutschen Reichstag erhält die SPD 31,7 % und 81 Mandate, das Zentrum 19,8 % und 100 Mandate, die Deutsch-Konservativen 10,0 % und 54 Mandate und die Nationalliberalen 13,9 % und 51 Mandate. Damit behalten die Befürworter von Schutzzöllen und Flottenvorlage eine komfortable Mehrheit (237 der 397 Sitze).
- 19. Juni: Die Kantonspolizei Bern legt eine Akte über den bereits in anderen Kantonen als notorischer Unruhestörer polizeiauffällig gewordenen italienischen Sozialisten Benito Mussolini an.

Peter I. nach der Krönung am 15. Juli

- 20. Juni: Aufgrund des zwischen dem Königreich Schweden und dem Großherzogtum Mecklenburg-Schwerin geschlossenen Vertrages endet die schwedische Herrschaft über Wismar, Neukloster und Poel auch de jure.
- 24. Juni: Peter I. wird neuer König von Serbien.
- 29. Juli: Blutige Niederwerfung von Streiks und Unruhen in Kiew, Odessa, Tiflis und Baku durch russisches Militär
- 30. Juli: In Brüssel wird insgeheim der II. Parteitag der Sozialdemokratischen Arbeiterpartei Russlands eröffnet. Er muss bald darauf nach London verlegt werden, weil die Polizei die Delegierten zum Verlassen Belgiens auffordert.
- 2. August: Am Elias-Tag erhebt sich die christliche Bevölkerung in Makedonien, organisiert durch die Geheime Makedonisch-Adrianopeler Revolutionäre Organisation gegen die osmanisch-türkische Herrschaft im Ilinden-Preobraschenie-Aufstand. Die kurzlebige Republik Kruševo wird gegründet. Am 6. August, Verklärungstag dehnt sich der Aufstand auch auf Ostthrakien aus. Die Rebellion wird von osmanischen Truppen niedergeschlagen, dabei sterben tausende Kämpfer und Zivilisten, 200 Dörfer werden dem Erdboden gleichgemacht, was eine Flüchtlingswelle auslöst.
- 11. August: Nach der Ermordung des russischen Konsuls Rostkowski in Monastir durch einen türkischen Gendarmen fordert der russische Außenminister Wladimir Nikolajewitsch Lamsdorf nicht nur die Bestrafung des Mörders, sondern auch die Entlassung aller türkischen Beamten, denen Übergriffe gegenüber Christen vorgeworfen werden.

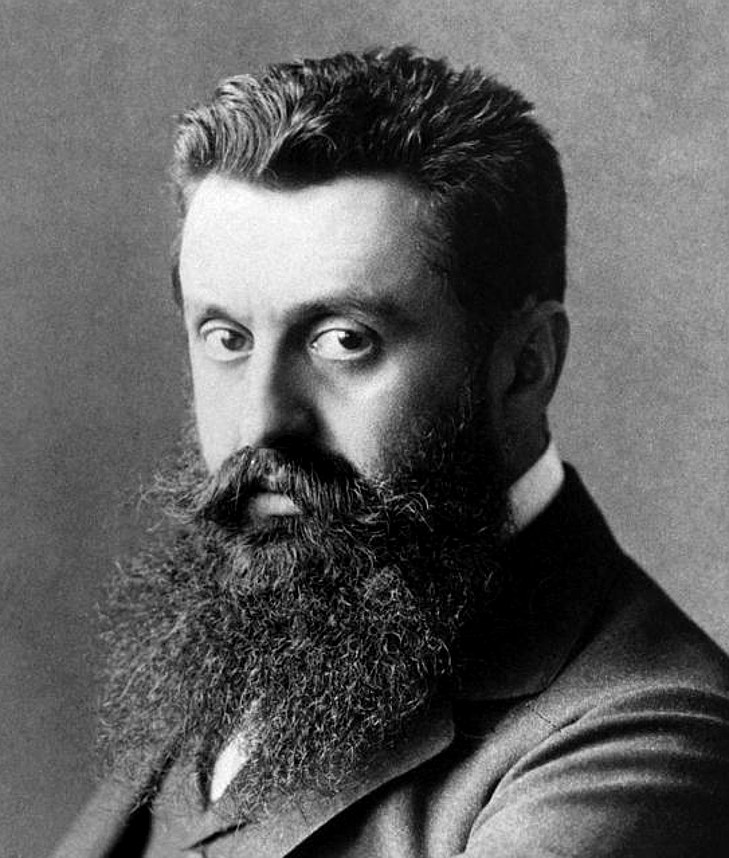
Theodor Herzl

- 23. August: 6. Zionistenkongress in Basel: Theodor Herzl schlägt als provisorische Lösung für die bedrohten ukrainischen Juden eine Heimstatt in Uganda vor; Endziel bleibe aber ein Staat in Palästina.
- 23. August: Auf ihrem zweiten Parteitag in Brüssel und London bilden sich in der Sozialdemokratischen Arbeiterpartei Russlands die Fraktionen der Bolschewiki und Menschewiki heraus.
- 11. September: Die Wahlen zum norwegischen Parlament enden mit erheblichen Verlusten für die liberale Regierungspartei.
- 13. September: Der Parteitag der SPD in Dresden lehnt den von Eduard Bernstein vertretenen Revisionismus ab. August Bebel setzt sich mit seiner Politik gegen seine innerparteilichen Gegner durch.
- 3. Oktober: Abkommen von Mürzsteg zwischen Russland und Österreich-Ungarn im Jagdschloss Mürzsteg, die den Bestand des Osmanischen Reichs garantieren, dieses zugleich aber zu Reformen in Makedonien auffordern

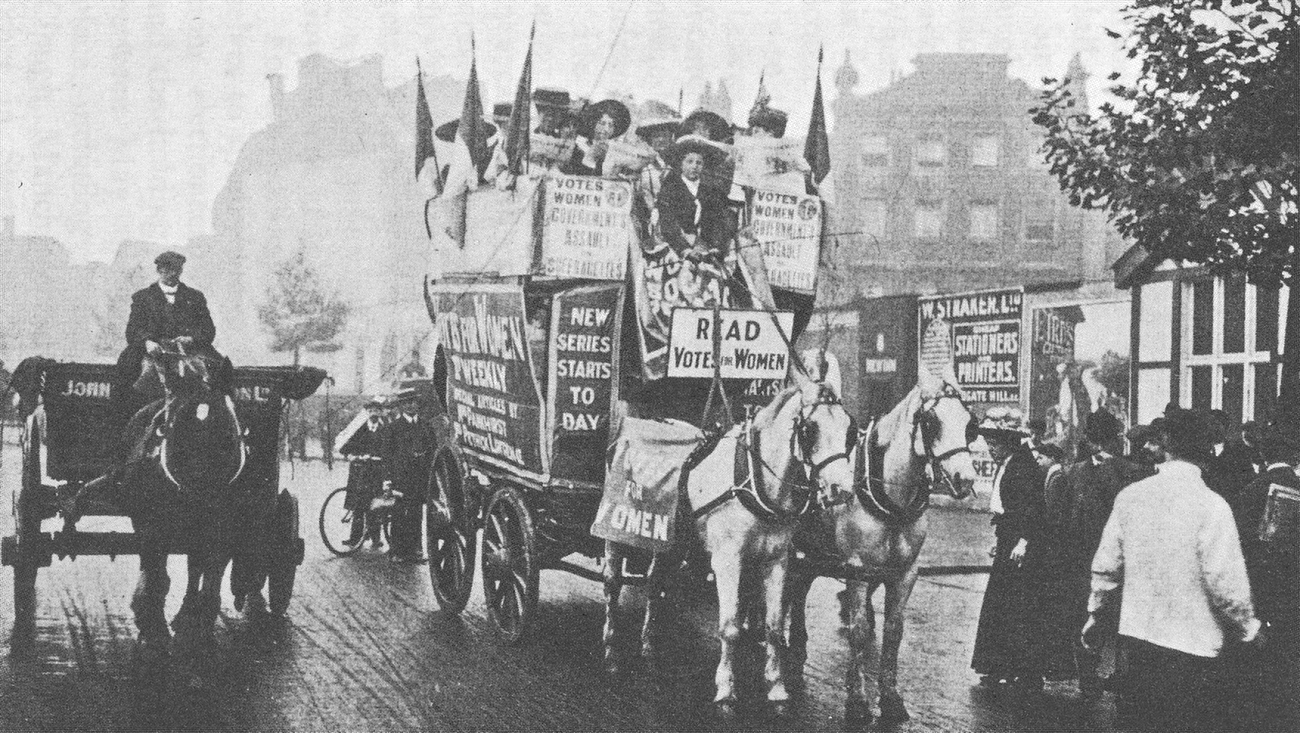
Die WSPU in Kingsway 1911

- 10. Oktober: Sechs Frauen um Emmeline und Christabel Pankhurst gründen in Manchester die Women’s Social and Political Union, eine Frauenstimmrechtsvereinigung. Sie sind die ersten, die den Beinamen Suffragetten bekommen werden.

#### Amerika
- 10. Januar: Unterzeichnung eines Abrüstungsvertrags zwischen Chile und Argentinien
- 17. Januar: Während der Blockade der venezolanischen Küste durch britische, italienische und deutsche Kriegsschiffe wird das deutsche Kriegsschiff Panther von dem Fort San Carlos beschossen. Daraufhin zerstören die Kriegsschiffe Gazelle, Vineta und Panther am 22./23. Januar 1903 das Fort. Seit September 1901 forderten Großbritannien, Italien und das Deutsche Reich von Venezuela Entschädigungen für die ihnen entstandene Verluste infolge von revolutionären Unruhen. Venezuela verweigerte diese Entschädigungszahlungen und erschwerte den Handel ausländischer Unternehmen. Um ihren Forderungen Nachdruck zu verleihen, begannen die europäischen Mächte mit der Blockade. Venezuela beugt sich am 24. Februar 1903 den europäischen Ansprüchen.
- 23. Februar: Die USA pachten von Kuba für 99 Jahre die Bucht von Guantánamo als Marinestützpunkt. Die jährliche Pacht beträgt 2000 $.
- 3. März: Der US-Kongress genehmigt ein neues Einwanderungsgesetz. Einwanderer sollen eine Kopfsteuer zahlen, Anarchisten sollen von der Einwanderung ausgeschlossen werden.
- 14. März: Der US-Senat ratifiziert den Hay-Herrán-Vertrag mit Kolumbien über den Panamakanal.
- 17. Oktober: Die USA und Großbritannien einigen sich auf den Verlauf der Grenze zwischen Alaska und Kanada.

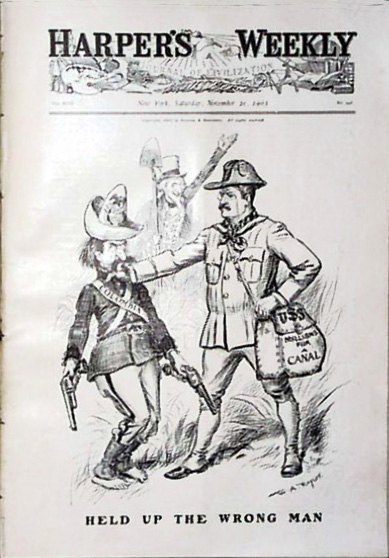
Holding Up The Wrong Man, Karikatur zur Einmischung Roosevelts in Panama

- 3. November: Landung von US-Kriegsschiffen in Panama, dessen Sezession von Kolumbien mit dieser von den USA inszenierten Aktion (auch „Operettenrevolution“ genannt) in die Wege geleitet wird
- 17. November: Der Vertrag von Petrópolis regelt die Abtretung der Region Acre von Bolivien an Brasilien.
- 18. November: In Washington D.C. wird der Hay-Bunau-Varilla-Vertrag zwischen den USA und Panama geschlossen, der den USA die Panamakanalzone samt Hoheitsrechten verschafft.

#### Afrika
- 17. Juli: Frankreich und Spanien einigen sich auf die Aufrechterhaltung des Status quo in Marokko.
- Sokoto wird von den Briten unter Frederick Lugard geschlagen. Die von Sokoto losgelöste Region von Konni wird Französisch-Westafrika zugeschlagen.

#### Asien
- Beginn des Britischen Tibetfeldzugs
- Der zweite Delhi Durbar wird abgehalten.
- 1. Dezember: Die chinesische Regierung ordnet die Modernisierung und Reorganisation der Armee an. Japanische Instrukteure bilden die Garnisonen in Peking und kaiserliche Garde aus.
- 13. Dezember: Japanische Truppen landen im koreanischen Mokpo, um gegen streikende Arbeiter vorzugehen. Dabei kommt es zu Zusammenstößen.
- 20. Dezember: Die chinesische Regierung erlässt ein Eisenbahnreglement, das die Vergabe von Bahnbaukonzessionen erschwert und verbietet, dass Ausländer mehr als 50 % der Aktien einer chinesischen Gesellschaft besitzen.

### Wirtschaft
- 29. Januar: Die American Chamber of Commerce in Germany entsteht als erster bilateraler Handelsverband in Deutschland.
- 5. März: Das Osmanische Reich erteilt der Anatolischen Eisenbahn die Konzession für den Bau der Bagdadbahn.
- 19. Mai: David Dunbar Buick gründet in Detroit, Michigan, die Buick Motor Company.
- 24. Mai: Im Hotel Silber in Stuttgart wird die Deutsche Motorradfahrer-Vereinigung gegründet, die 1911 in den Allgemeinen Deutschen Automobil-Club (ADAC) umgewandelt wird.
- 16. Juni: Henry Ford gründet in Detroit, Michigan, die Ford Motor Company.
- 16. Juni. Der US-amerikanische Apotheker Caleb Bradham erhält das Markenzeichen Pepsi-Cola für das von ihm zehn Jahre zuvor erfundene Erfrischungsgetränk geschützt.
- 1. Juli: In Essen wird die Firma Krupp in eine Aktiengesellschaft (Friedrich Krupp AG) umgewandelt.
- 16. Juli: In Berlin findet eine internationale Währungskonferenz statt. Es wird ein festes Wechselverhältnis zwischen Silber- und Goldwährungen beschlossen.
- 25. Juli: Die Ford Motor Company beginnt mit dem Vertrieb ihres ersten Autos, des „Model A“.
- 19. August: In den USA will Präsident Theodore Roosevelt die industriellen Großunternehmen durch die Antitrust-Gesetzgebung auf das öffentliche Wohl verpflichten.
- 22. August: Die Streiks der Crimmitschauer Textilarbeiter beginnen; teilweise streiken über 9.300 Arbeiter
- 20. September: Die AFMA (Anstalt für musikalische Aufführungsrechte) entsteht, eine Vorgängerorganisation der GEMA.
- 1. Oktober: Reinhold Burger erhält in Deutschland ein Patent auf die von ihm erforschte Isolierkanne. Nach dessen späterem Verkauf werden ab dem Jahr 1920 Thermoskannen als Produkt serienweise hergestellt.
- 13. Dezember: Der italienische Immigrant Italo Marchioni in Hoboken (New Jersey) erhält das US-Patent Nummer 746.971 für die von ihm erfundene Maschine zur Herstellung von Eistüten aus Waffelteig.
- Das Unternehmen Harley-Davidson wird 1903 in Milwaukee, Wisconsin, USA, von William S. „Bill“ Harley (1880–1943) und Arthur Davidson (1881–1950), sowie später William A. Davidson und Walter Davidson (1877–1942) als Harley-Davidson Moto Co. gegründet.
- Das Unternehmen Kraft bzw. Kraft Foods wird in Chicago von James Lewis Kraft gegründet.
- Die Werther'sche Zuckerwarenfabrik wird von August Storck gegründet.
- Maggie Walker gründet für den Grand United Order die St. Luke Penny Savings Bank. Sie ist die erste Frau in den Vereinigten Staaten, die eine Bank gründet, sowie die erste Afroamerikanerin, die ein Bankhaus leitet.

### Wissenschaft und Technik
- 12. Februar: Das im Packeis eingeschlossene Expeditionsschiff Antarctic des schwedischen Polarforschers Otto Nordenskjöld sinkt im Weddell-Meer. Die gesamte Besatzung erreicht nach sechzehn Tagen die Paulet-Insel, von wo sie zehn Monate später gerettet wird.
- 28. Mai: Bei Solingen wird die nach dem Intze-Prinzip errichtete Sengbachtalsperre eingeweiht.
- 21. Juni: In Frankfurt am Main wird der Bund Deutscher Architekten (BDA) gegründet.
- 9. September: Die Albulabahn im Kanton Graubünden wird eingeweiht. Die erste Fahrt geht von Chur nach Samedan.

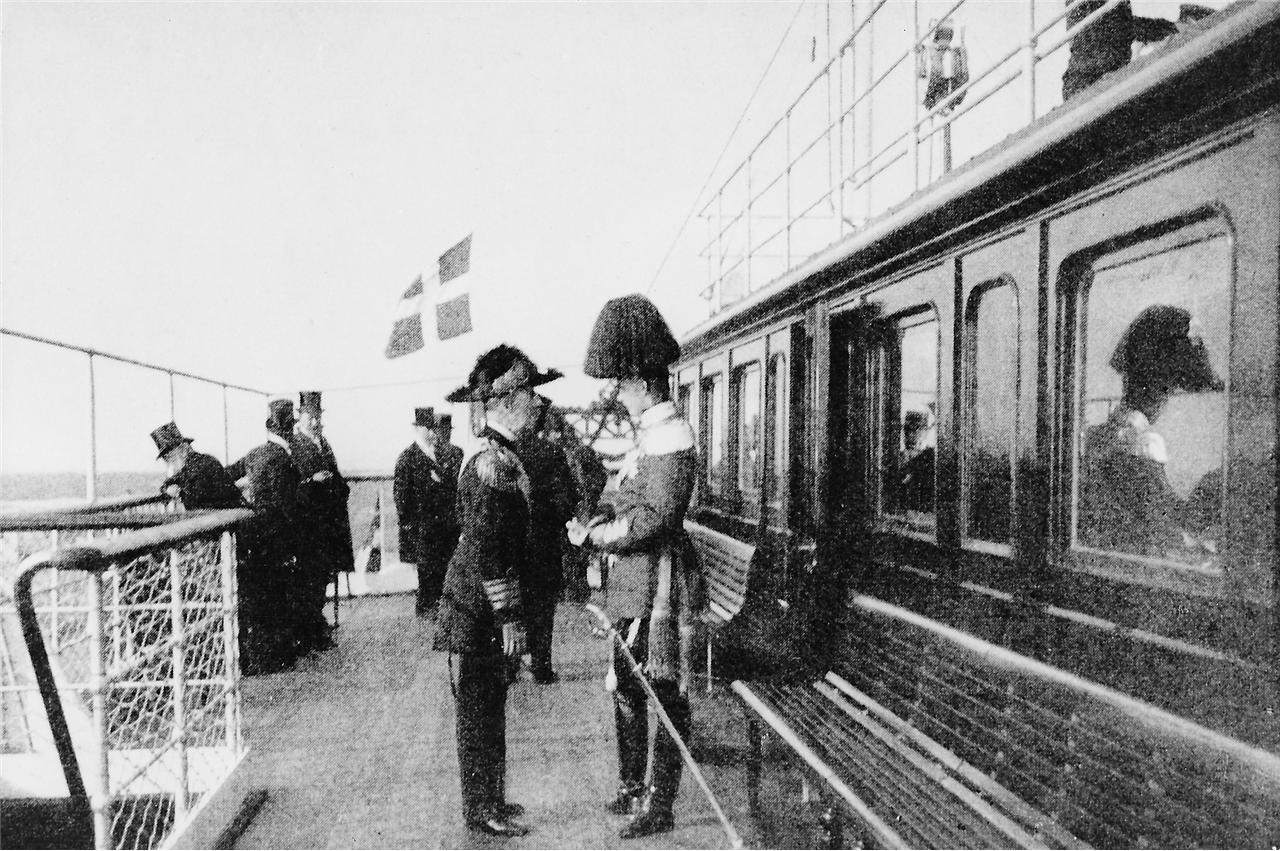
Einweihung der Fährlinie Gedser-Warnemünde

- 30. September: Das Trajekt Warnemünde–Gedser, die erste Eisenbahnfährverbindung der Welt, wird in Anwesenheit von König Christian IX. von Dänemark und Großherzog Friedrich Franz IV. von Mecklenburg-Schwerin eröffnet.

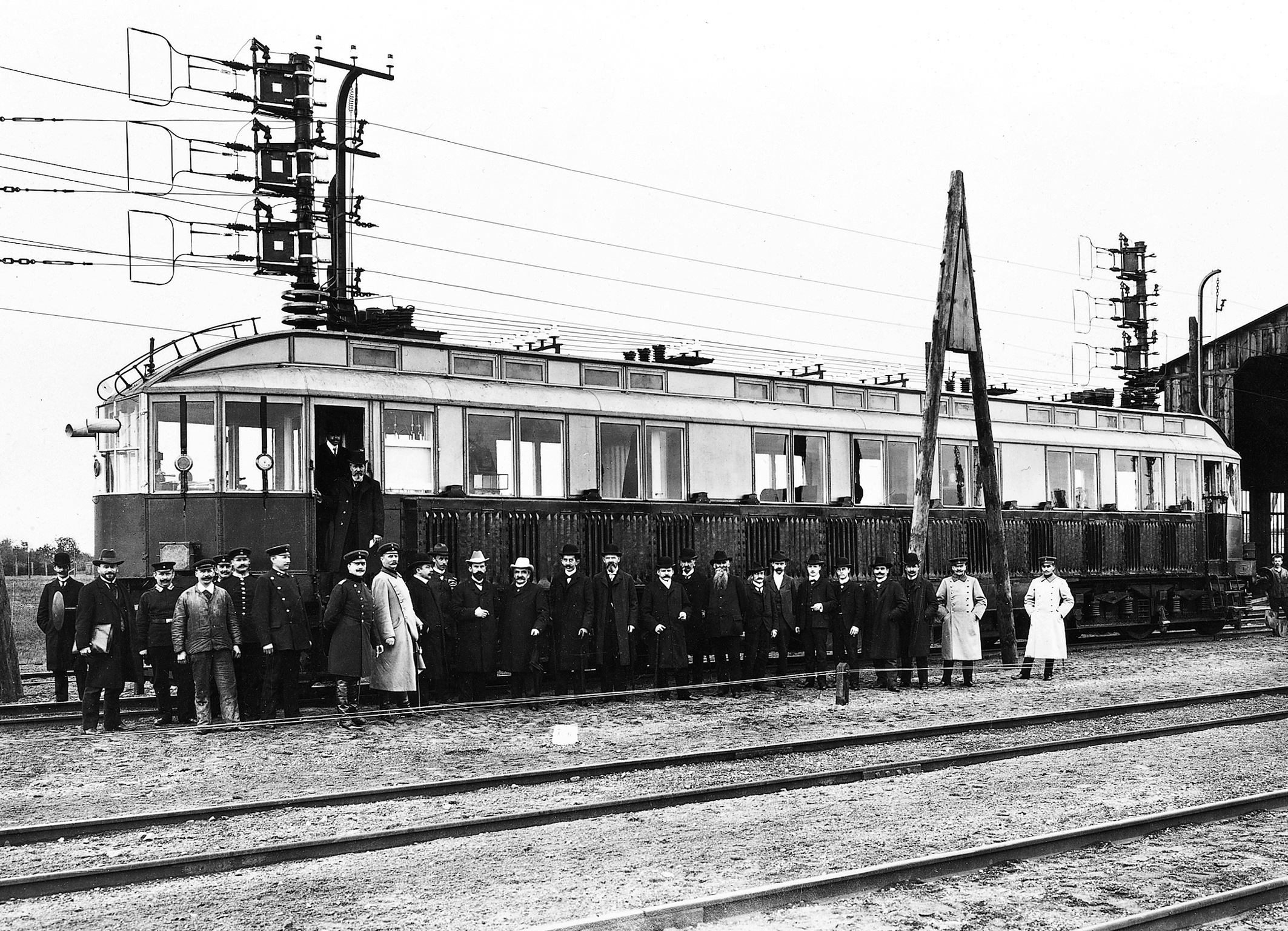
Versuchstriebwagen mit Siemens-Ausrüstung

- 27. Oktober: Auf der Militärbahn zwischen Marienfelde und Zossen stellt ein durch Drehstrom betriebener Triebwagen mit 210,2 km/h den Geschwindigkeitsweltrekord für Schienenfahrzeuge auf.

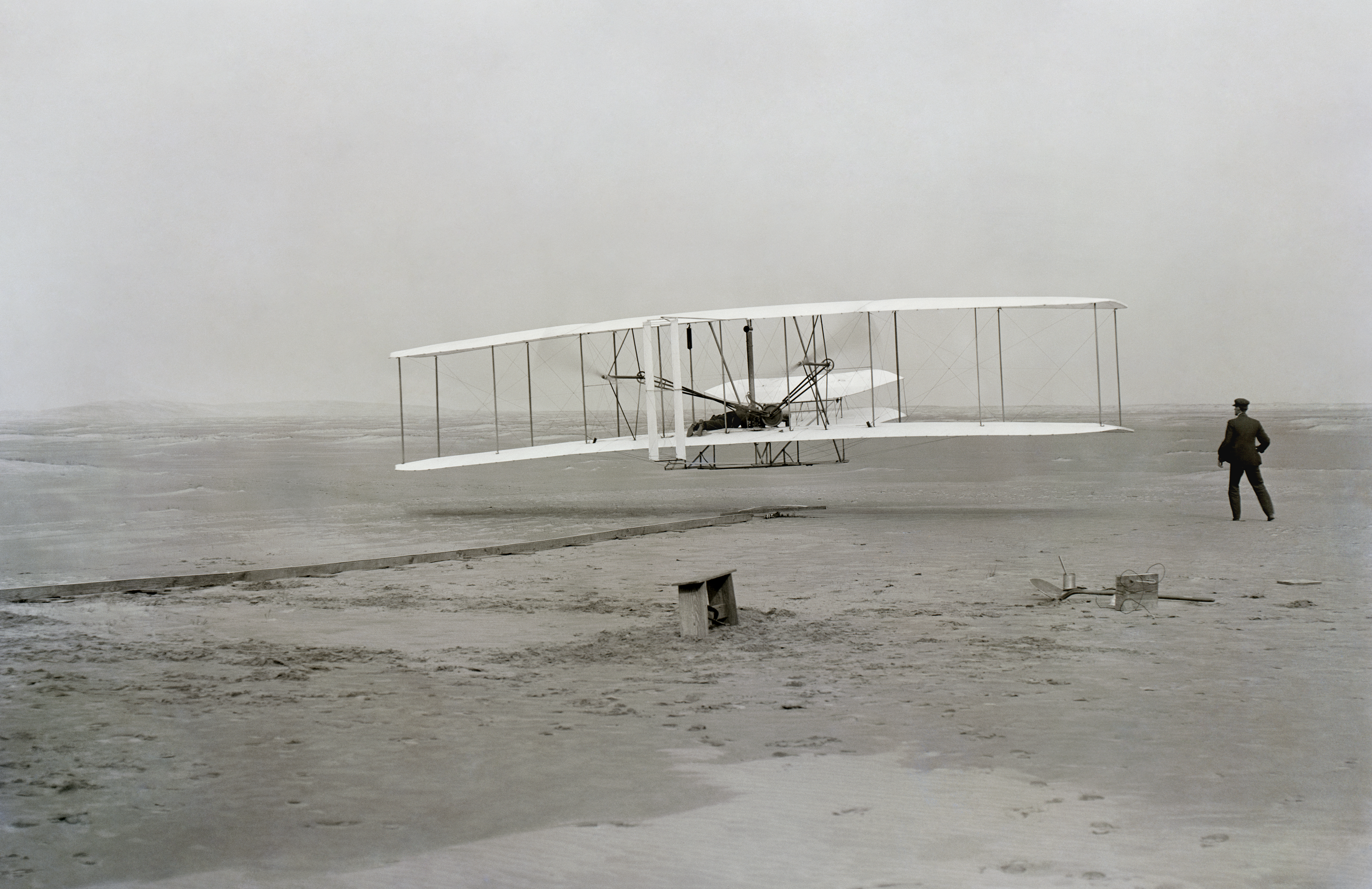
Der erste Flug

- 17. Dezember: Die Brüder Wright heben mit dem Wright Flyer zum ersten gesteuerten Motorflug ab.
- Konstantin Ziolkowski, der Vater der modernen Raumfahrttheorie, veröffentlicht in dem russischen Wissenschaftsmagazin Wissenschaftliche Rundschau unter dem Titel: Erforschung des Weltraums mittels Reaktionsapparaten erstmals die theoretischen Effekte eines Raketenantriebes als Raketengrundgleichung zur Grundlage der heutigen Raumfahrttechnik.
- In Berlin gründet Emil Rathenau die Allgemeine Electricitäts-Gesellschaft (AEG)
- Oskar von Miller gründet das Deutsche Museum in München
- Philipp Lenard entdeckt, dass Elektronenstrahlen Metallfolien durchschlagen und entwickelt seinen Gedanken, dass der größte Teil des Atoms leer sein müsse
- Joseph John Thomson entwickelt das nach ihm benannte Thomsonsche Atommodell (Rosinenkuchen-Modell)

### Kultur

#### Film

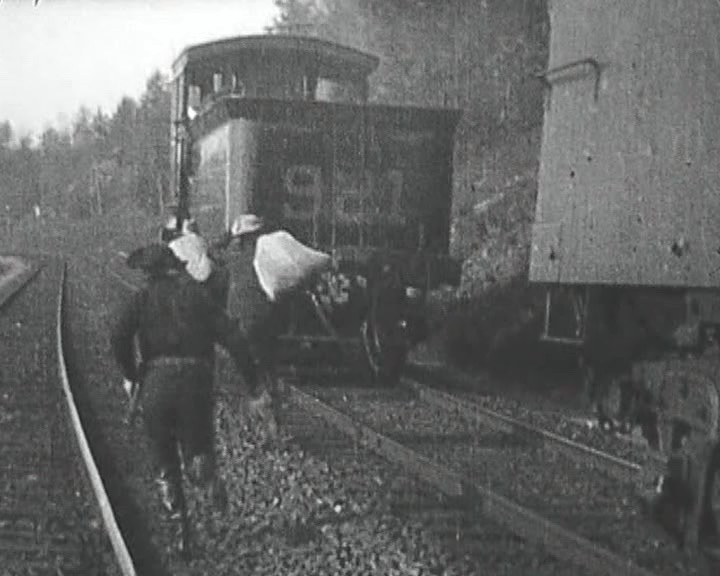
Szene aus The Great Train Robbery

- Edwin S. Porter dreht den ersten Western der Filmgeschichte: Der große Eisenbahnraub hat eine Länge von zwölf Minuten. Die Uraufführung erfolgt am 1. Dezember.

#### Literatur

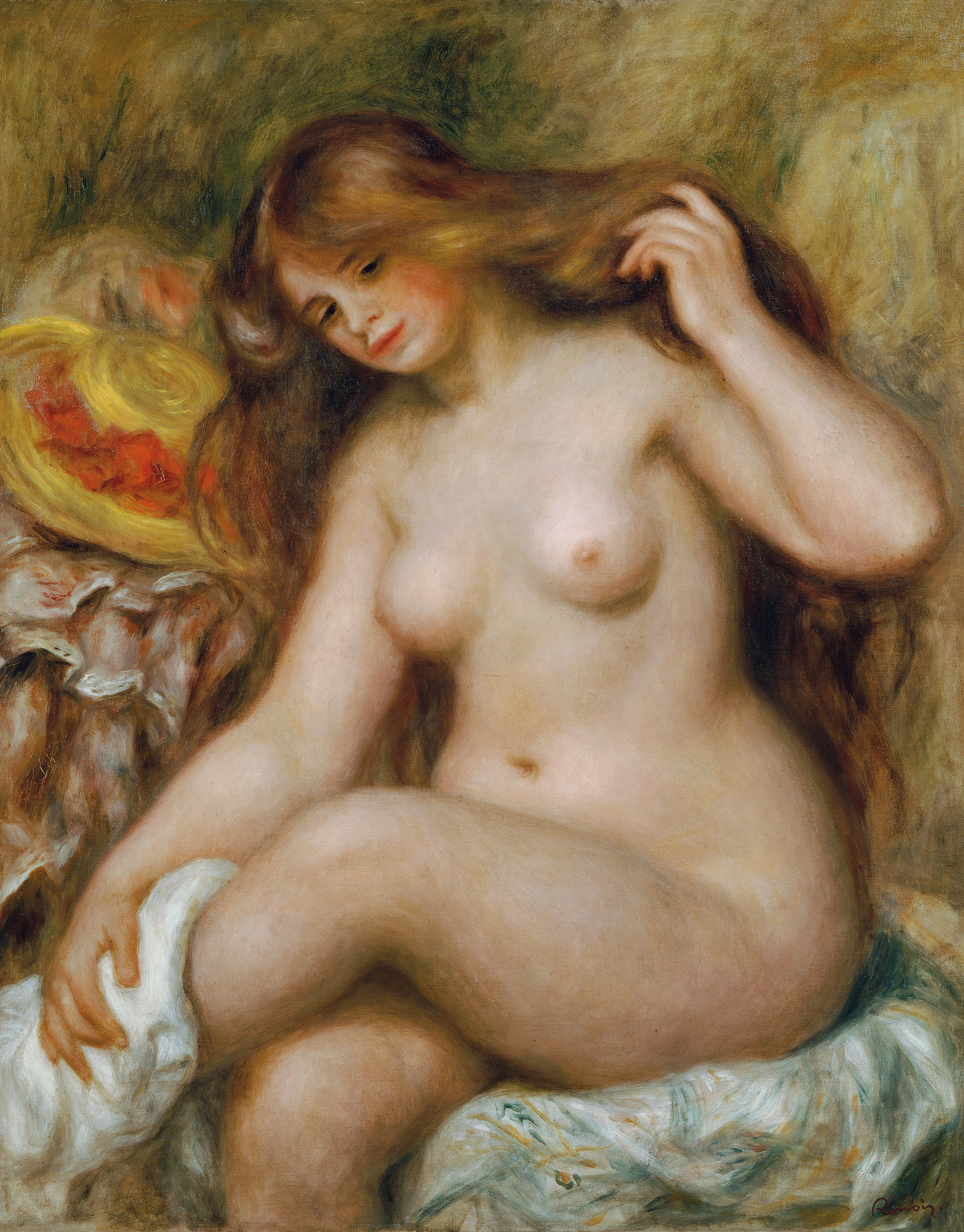
Pierre-Auguste Renoir: Baigneuse, 1903, Öl auf Leinwand

#### Musik und Theater

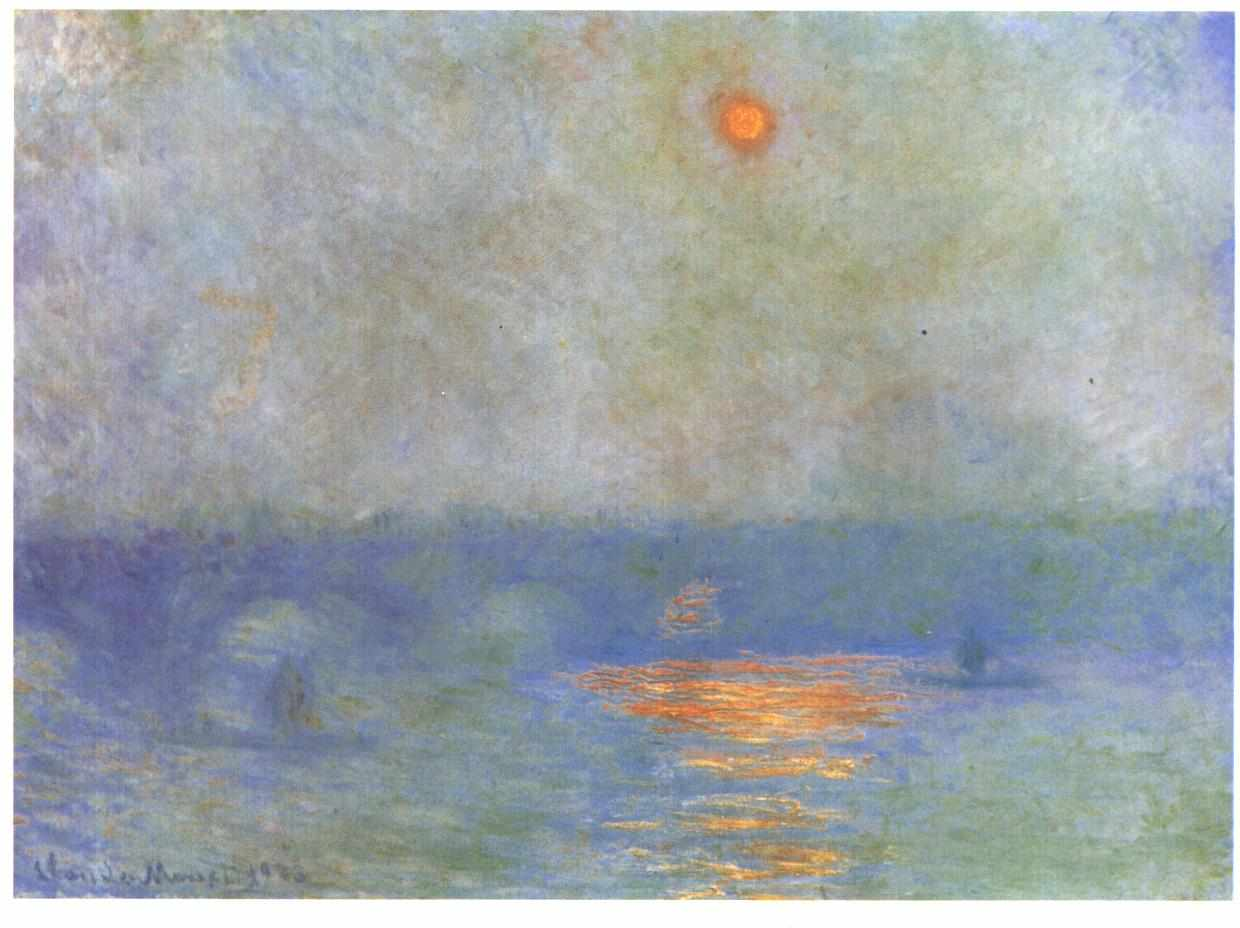
Claude Monet: Waterloobrücke – Sonne hinter Dunstschleier, 1903, Öl auf Leinwand

- 19. Januar: Uraufführung (UA) der Oper Het Eerekruis von Cornelis Dopper in Amsterdam
- 9. Februar: Szenische Erstaufführung des Oratoriums Marie-Magdeleine von Jules Massenet in Nizza
- 11. Februar: UA der 9. Sinfonie von Anton Bruckner in Wien
- 20. Februar: UA der Operette Bruder Straubinger von Edmund Eysler am Theater an der Wien in Wien
- 9. Mai: Uraufführung der Operette Frühlingsluft mit Musik des rund 30 Jahre davor verstorbenen Komponisten Josef Strauss im Sommertheater Venedig in Wien im Wiener Prater
- 7. Juni: UA der dramatischen Symphonie Ilsebill. Das Märchen vom Fischer und seiner Frau von Friedrich Klose in Karlsruhe
- 30. August: UA der Oper A Guest of Honor von Scott Joplin in East St. Louis
- 1. Oktober: UA der Oper Alpenkönig und Menschenfeind von Leo Blech an der Dresdner Hofoper
- 8. Oktober: UA des Einakters Der Schatten im Tal von John Millington Synge in Dublin
- 19. Oktober: UA des Dramas Der Strom von Max Halbe in Wien
- 30. Oktober: UA des Dramas Elektra von Hugo von Hofmannsthal in Berlin
- 31. Oktober: UA des Dramas Rose Bernd von Gerhart Hauptmann in Berlin
- 15. November: UA der Oper Tiefland von Eugen d’Albert in Prag
- 17. November: UA der Oper Mademoiselle Fifi von César Cui in Moskau
- 27. November: UA der Oper Le donne curiose von Ermanno Wolf-Ferrari in München
- 19. Dezember: UA der Oper Siberia von Umberto Giordano in Mailand
- 24. Dezember: erste szenische Aufführung von Richard Wagners Parsifal außerhalb des Bayreuther Festspielhauses an der Metropolitan Opera in New York
- Klavierstücke Drei Stücke in Form einer Birne von Erik Satie in Paris

#### Sonstiges

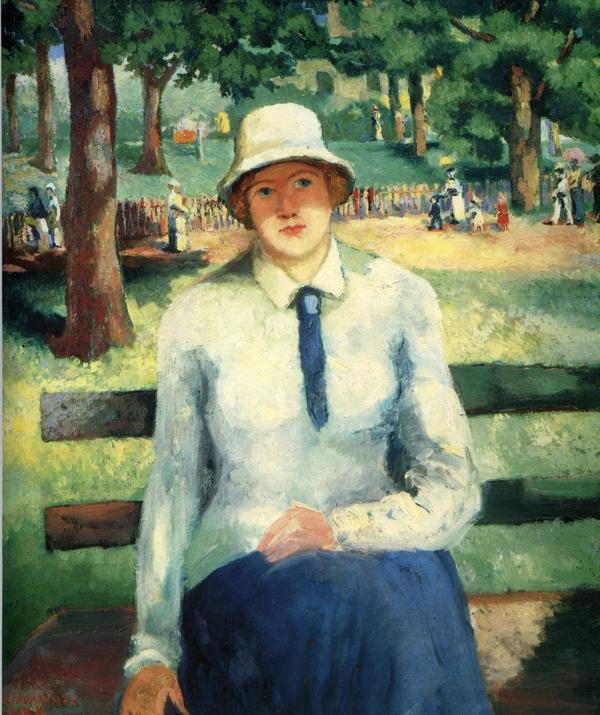
Kasimir Malewitsch: Arbeitsloses Mädchen, 1903, Öl auf Leinwand

- 1. Januar: In den Behörden von Deutschland, Österreich-Ungarn und der Schweiz wird die geänderte deutsche Rechtschreibung eingeführt. Es werden damit Ergebnisse der II. Orthographischen Konferenz umgesetzt. Die Änderung der „th“-Schreibung ist eines ihrer wesentlichen Merkmale.
- 31. Mai: Eröffnung des Konzert- und Ballhauses Neue Welt in Zwickau
- 2. November: Am New Yorker Broadway öffnet das Lyceum-Theater, das als erstes Gebäude eine komplette elektrische Beleuchtung aufweist.

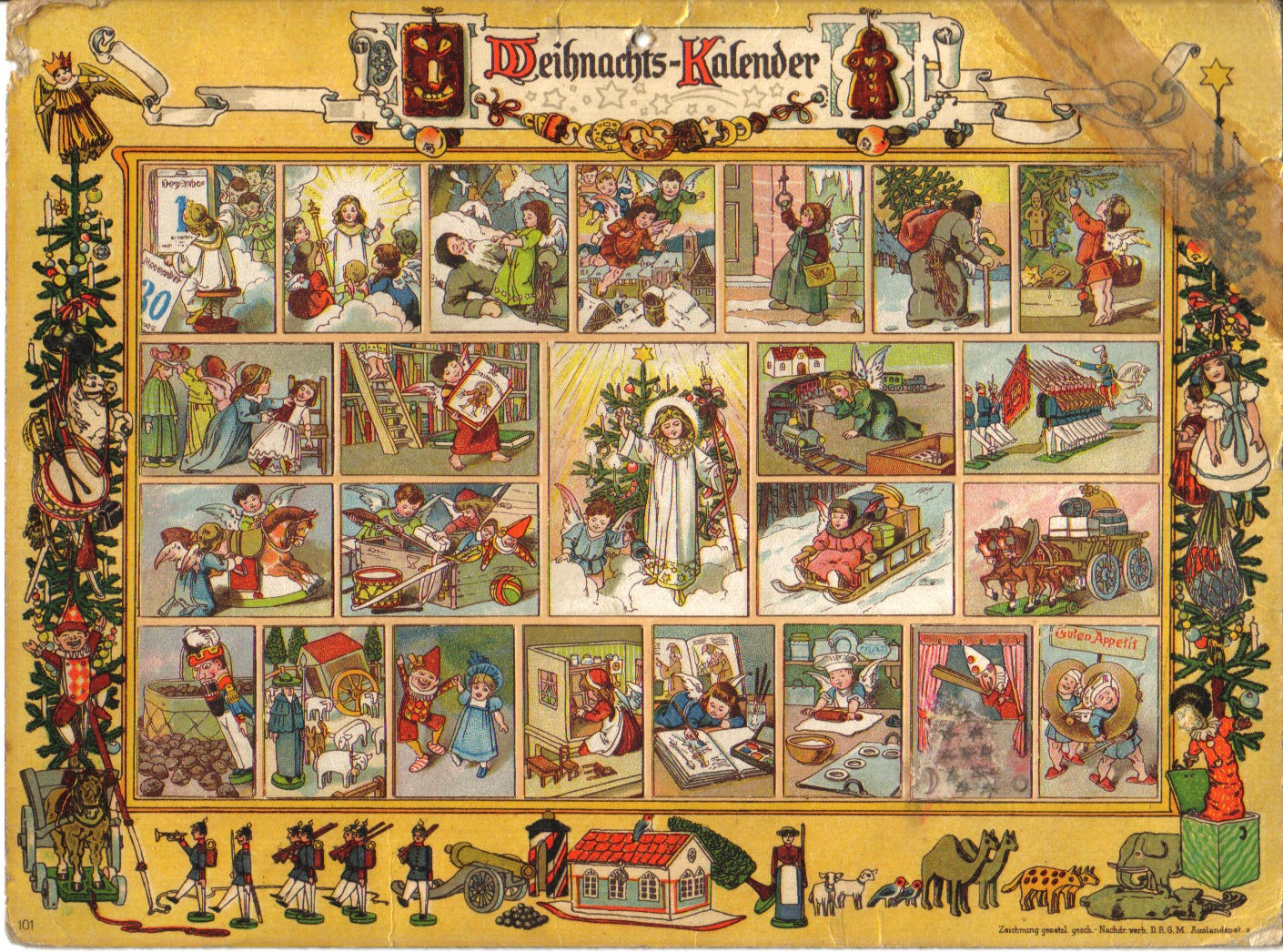
Richard Ernst Kepler – Im Lande des Christkinds mit Versen von Gerhard Lang

- Der Verleger Gerhard Lang hat die Idee für eine erste Vorform eines Adventskalenders. Zeichnerisch umgesetzt wird diese von Richard Ernst Kepler.
- 15. Dezember: Gründung des Deutschen Künstlerbunds
- Im Freiburger Stadtteil Herdern wird nach Entwürfen und unter der Leitung von Rudolf Schmid das Haus Fortwängler errichtet. Die Villa gilt als herausragendes Beispiel für die regionale Ausprägung des Jugendstils im frühen 20. Jahrhundert.

### Gesellschaft
- 11. Februar: Die Ehe des sächsischen Kronzprinzenpaares wird „wegen Ehebruchs der Beklagten“ in Dresden geschieden.
- 1. März: Die Polizeidirektion Dresden führt in Deutschland die Daktyloskopie zur Verbrechensaufklärung ein.
- 6. Oktober: Als Vereinsverband der akademisch gebildeten Lehrer Deutschlands wird der Deutsche Philologenverband gegründet.
- Henriette Arendt wird als erste Polizistin Deutschlands beim Stadtpolizeiamt Stuttgart eingestellt.

### Religion
- 20. Februar: Papst Leo XIII. feiert sein 25-jähriges Pontifikatsjubiläum.
- 20. Juli: Leo XIII. stirbt im Alter von 93 Jahren.
- 4. August: Wahl Giuseppe Melchiorre Sartos zum Papst nach viertägigem Konklave. Er nennt sich Pius X. und tritt die Nachfolge von Leo XIII. an. Der österreichische Kaiser Franz Joseph hatte bei der Wahl gegen den Kandidaten Kardinal Rampolla interveniert. Der neu gewählte Papst verbietet diese Exklusive nach seinem Amtsantritt umgehend.
- 15. August: Im deutschen Kaiserreich gründet der Indologe Karl Seidenstücker den Buddhistischen Missionsverein für Deutschland. Der Buddhismus in Deutschland erhält damit seine erste Organisation.

### Katastrophen
- 22. März: In Kolumbien verwüstet ein Vulkanausbruch die Region um die Stadt Bahia Galera de Zamba und fordert viele Tote.
- 14. April: Ein Erdbeben unbekannter Stärke im Osmanischen Reich fordert etwa 1.700 Tote.
- 28. April: Bei einem Erdbeben der Stärke 6,3 in der Türkei kommen etwa 2.200 Menschen ums Leben.

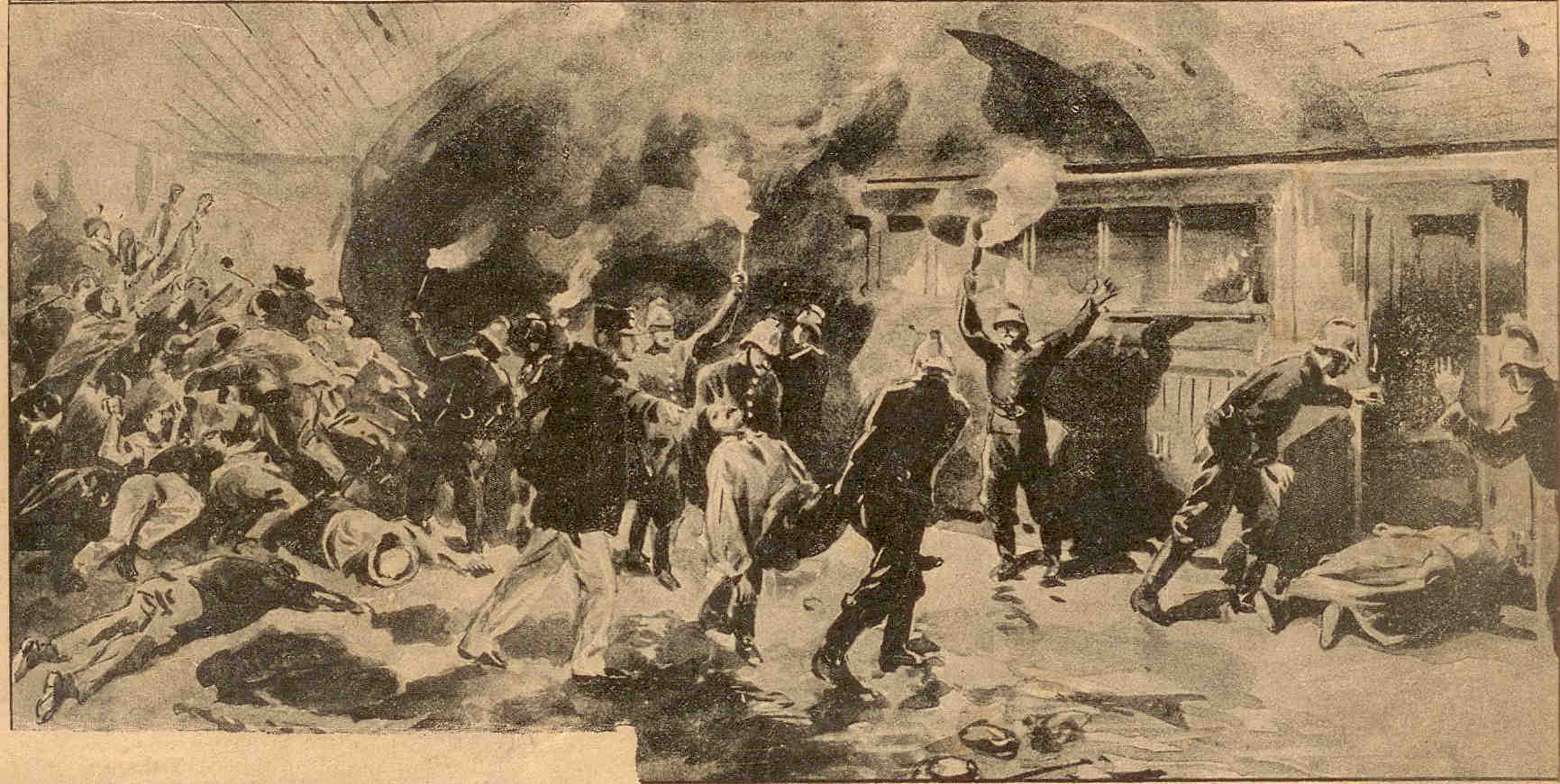
Rekonstruktionszeichnung des Unfalls durch Osvaldo Tofani in der L'Actualité Nr. 187 vom 16. August 1903

- 10. August: Beim Unfall im Bahnhof Couronnes in der Métro Paris sterben 84 Menschen.

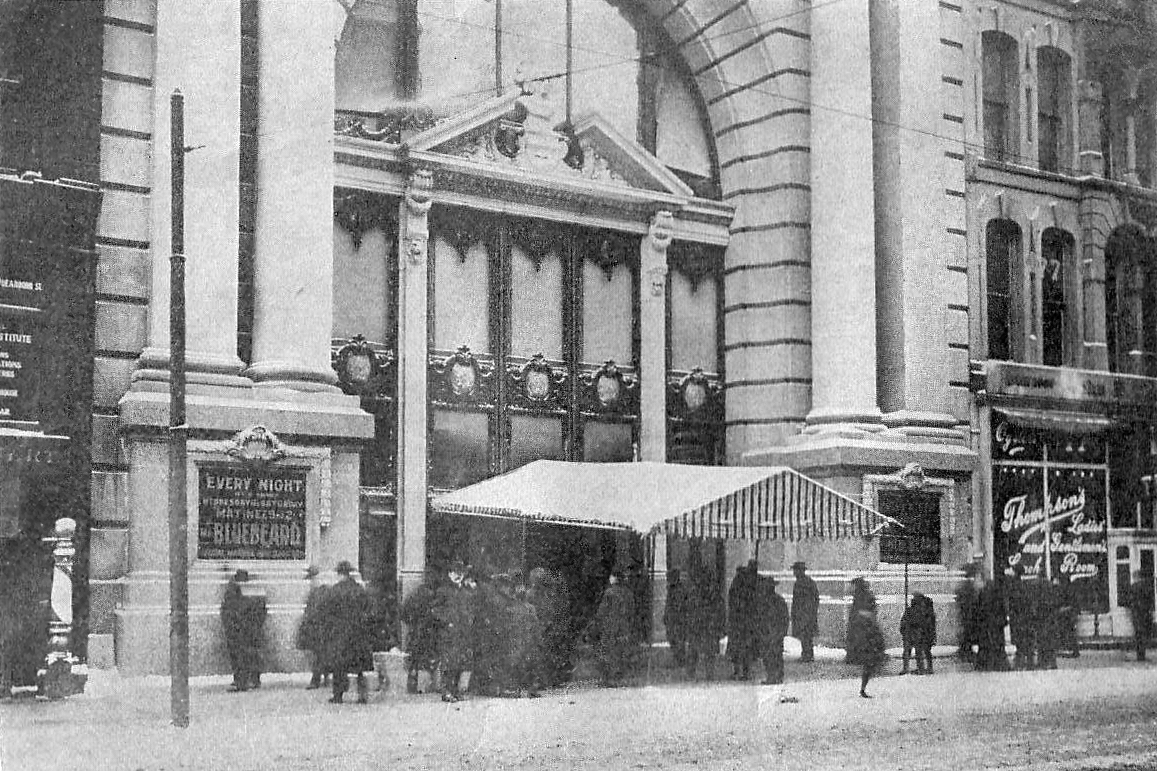
Das Iroquois Theater kurz nach dem Brand

- 30. Dezember: In Chicago bricht während einer Nachmittagsvorstellung im wenige Wochen zuvor eröffneten Iroquois Theater Feuer aus, durch das über 600 Menschen ums Leben kommen.

Kleinere Unglücksfälle sind in den Unterartikeln von Katastrophe und in der Liste von Katastrophen aufgeführt.

### Sport
- 13. Januar: Gründung des 1. FC Phönix Lübeck in Lübeck
- 19. März: In der Türkei wird der Verein Beşiktaş JK gegründet.
- 18. April: Gründung des 1. FC Saarbrücken im Saarbrücker Stadtteil Malstatt
- 26. April: Der spanische Fußballclub Atlético Madrid wird gegründet.
- 13. Mai: Der deutsche Fußballclub FC Carl Zeiss Jena wird gegründet.
- 27. Mai: Gründung des VFC Plauen im Restaurant „Deutsche Flotte“ in Plauen
- 31. Mai: Auf der Exerzierweide in Altona findet das erste Endspiel um die deutsche Fußballmeisterschaft statt. Der VfB Leipzig besiegt den DFC Prag mit 7:2 und erhält den Victoria-Pokal
- 1. Juli: Beginn der ersten Tour de France in Paris; sie führt über 2482 Kilometer durch ganz Frankreich.
- 11. Juli: Das erste Motorbootrennen der Welt findet auf einer 13,6 Kilometer langen Strecke zwischen Cork und Glamire in Irland statt.
- 23. September: Gründung der SpVgg Fürth
- 1. Oktober: Start der ersten modernen Baseball-World Series
- 14. November: Die Harvard University eröffnet mit ihrem Harvard Stadium eine Sportstätte in Hufeisenform, in der vorwiegend American Football gespielt wird.

Einträge von Leichtathletik-Weltrekorden siehe unter der jeweiligen Disziplin unter Leichtathletik

## Zeitgenössische Karten und Ansichten

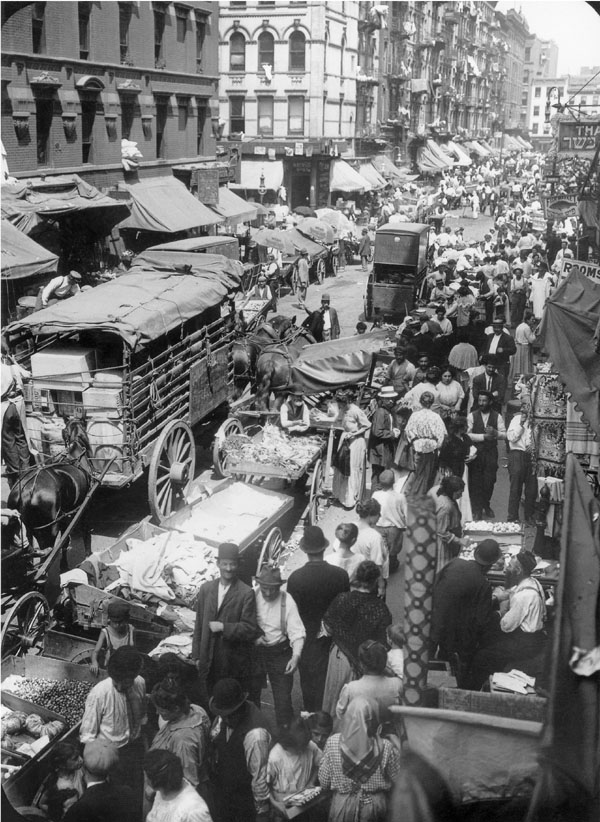
New York City, Hester Street in Manhattan um 1903 (Little Italy)

### Nobelpreise
| Preis                                   | Person                              | Land                                                     | Begründung für die Preisvergabe | Bild                    |
| --------------------------------------- | ----------------------------------- | -------------------------------------------------------- | --- | ----------------------- |
| Nobelpreis für Physik                   | Henri Becquerel (1852–1908)         | Frankreich                                               | „als Anerkennung des außerordentlichen Verdienstes, den er sich durch die Entdeckung der spontanen Radioaktivität erworben hat“ | Henri Becquerel         |
| Nobelpreis für Physik                   | Marie Curie (1867–1934)             | Frankreich (geboren in Warschau, Polen, damals Russland) | „als Anerkennung des außerordentlichen Verdienstes, den sie sich durch ihre gemeinsamen Arbeiten über die von H. Becquerel entdeckten Strahlungsphänomene erworben haben“ | Marie Curie             |
| Nobelpreis für Physik                   | Pierre Curie (1859–1906)            | Frankreich                                               | „als Anerkennung des außerordentlichen Verdienstes, den sie sich durch ihre gemeinsamen Arbeiten über die von H. Becquerel entdeckten Strahlungsphänomene erworben haben“ | Pierre Curie            |
| Nobelpreis für Chemie                   | Svante August Arrhenius (1859–1927) | Schweden                                                 | „als Anerkennung des außerordentlichen Verdienstes, den er sich durch seine Theorie über die elektrolytische Dissoziation um die Entwicklung der Chemie erworben hat“ | Svante August Arrhenius |
| Nobelpreis für Physiologie oder Medizin | Niels Ryberg Finsen (1860–1904)     | Dänemark (geboren in Tórshavn)                           | „in Anerkennung seines Beitrags zur Behandlung von Krankheiten, insbesondere von Lupus vulgaris, mittels konzentrierter Lichtstrahlen, durch die er der medizinischen Wissenschaft einen neuen Weg erschloss“ (Anmerk.: Lupus vulgaris, auf Deutsch Hauttuberkulose, ist eine seltene Form der Tuberkulose) | Niels Ryberg Finsen     |
| Nobelpreis für Literatur                | Bjørnstjerne Bjørnson (1832–1910)   | Norwegen                                                 | „als ein Beweis der Anerkennung für seine edle, großartige und vielseitige Wirksamkeit als Dichter, die immer durch einmalige Frische der Eingebung und durch eine seltene Seelenreinheit ausgezeichnet war“                                                                                                | Bjørnstjerne Bjørnson   |
| Friedensnobelpreis                      | William Randal Cremer (1828–1908)   | Vereinigtes Königreich                                   | Gründer der „Interparlamentarischen Union für internationale Schiedsgerichtbarkeit“. | William Randal Cremer   |

## Geboren

### Januar
- 02. Januar: Tanaka Kane, japanische Supercentenarian († 2022)
- 02. Januar: Pjotr Stefanowski, sowjetischer Testpilot († 1976)
- 04. Januar: Georg Elser, deutscher Widerstandskämpfer und Hitler-Attentäter († 1945)
- 04. Januar: Gustav Wegner, deutscher Leichtathlet († 1942)
- 06. Januar: Maurice Abravanel, US-amerikanischer Dirigent († 1993)
- 06. Januar: Hermann Gerstner, deutscher Bibliothekar und Schriftsteller († 1993)
- 06. Januar: Walter Nigg, Schweizer Theologe († 1988)
- 07. Januar: Carlos Di Sarli, argentinischer Tangomusiker († 1960)
- 07. Januar: Josef Breuer, deutscher Schachspieler († 1981)
- 07. Januar: Albrecht Haushofer, deutscher Geograph, Diplomat und Schriftsteller († 1945)
- 07. Januar: Mori Mari, japanische Schriftstellerin († 1987)
- 07. Januar: Wladimir Wlassow, russischer Komponist († 1986)
- 09. Januar: Gioacchino Colombo, italienischer Konstrukteur von Automobilmotoren († 1987)
- 09. Januar: Melitta Schenk Gräfin von Stauffenberg, deutsche Fliegerin im Zweiten Weltkrieg († 1945)
- 10. Januar: Flaminio Bertoni, italienischer Designer, Bildhauer und Architekt († 1964)
- 10. Januar: Barbara Hepworth, britische Bildhauerin († 1975)
- 10. Januar: Walter Scherau, deutscher Volksschauspieler († 1962)

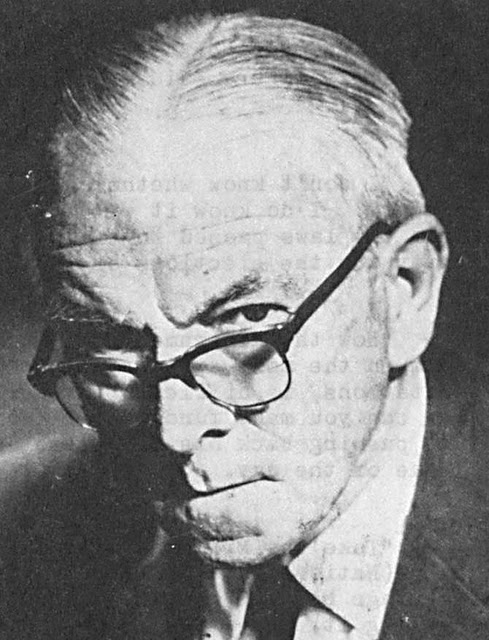
Alan Paton

- 11. Januar: Alan Paton, südafrikanischer Schriftsteller und Apartheid-Gegner († 1988)
- 12. Januar: Igor Kurtschatow, sowjetischer Physiker († 1960)
- 13. Januar: Arthur Dom, niederländisch-deutscher Motorradrennfahrer und Ingenieur († 1996)
- 13. Januar: Olaf Klose, deutscher Kunsthistoriker und Bibliothekar († 1987)
- 15. Januar: Paul A. Dever, US-amerikanischer Politiker († 1958)
- 15. Januar: Audrey Sale-Barker, britische Skirennfahrerin und Pilotin († 1994)
- 16. Januar: William Grover-Williams, britisch-französischer Automobilrennfahrer und SOE-Spion († 1945)
- 17. Januar: Hans Rheinwald, deutscher Agrarwissenschaftler († 1968)
- 17. Januar: Wilhelm Sebastian, deutscher Automobilrennfahrer und Rennmechaniker († 1978)
- 18. Januar: Berthold Goldschmidt, deutscher Komponist († 1996)
- 18. Januar: Werner Hinz, deutscher Schauspieler († 1985)
- 19. Januar: Boris Blacher, deutscher Musikwissenschaftler und Komponist († 1975)
- 21. Januar: Erwin Bockelmann, deutscher Mineralölindustrieller († 1971)
- 22. Januar: Friedrich Georg Houtermans, deutscher Physiker († 1966)
- 22. Januar: Helmut Rüdiger, deutscher Autor, Publizist, Anarchosyndikalist († 1966)
- 23. Januar: Grigori Alexandrow, sowjetischer Filmemacher († 1983)
- 23. Januar: Ivan Galamian, Violinpädagoge († 1981)
- 23. Januar: Marlice Hinz, deutsche Graphikerin († 1978)
- 24. Januar: Louis de Wohl, deutscher Schriftsteller und Astrologe († 1961)
- 26. Januar: Franz Marx, deutscher Politiker († 1985)
- 27. Januar: Howard P. Robertson, US-amerikanischer Physiker († 1961)
- 27. Januar: John Carew Eccles, australischer Physiologe († 1997)
- 28. Januar: William Nelson Austin, US-amerikanischer Filmeditor († 1993)
- 28. Januar: Johannes Harder, deutscher Soziologe († 1987)
- 29. Januar: Bernhard Reismann, deutscher Politiker († 1982)
- 30. Januar: Slatan Dudow, bulgarischer Regisseur († 1963)
- 31. Januar: Joseph Illerhaus, deutscher Politiker († 1973)

### Februar
- 01. Februar: Gerhard Eberhard Pannenborg, deutscher Kommunalpolitiker und hauptamtlicher SS-Mitarbeiter († 1979)
- 01. Februar: Franz Reinisch, Mitglied der Schönstattbewegung, verweigerte den Fahneneid auf Hitler († 1942)
- 01. Februar: Georg Rendl, österreichischer Schriftsteller († 1972)
- 02. Februar: Gottlieb Heinrich Heer, Schweizer Schriftsteller und Journalist († 1967)
- 02. Februar: Bartel Leendert van der Waerden, niederländischer Mathematiker († 1996)

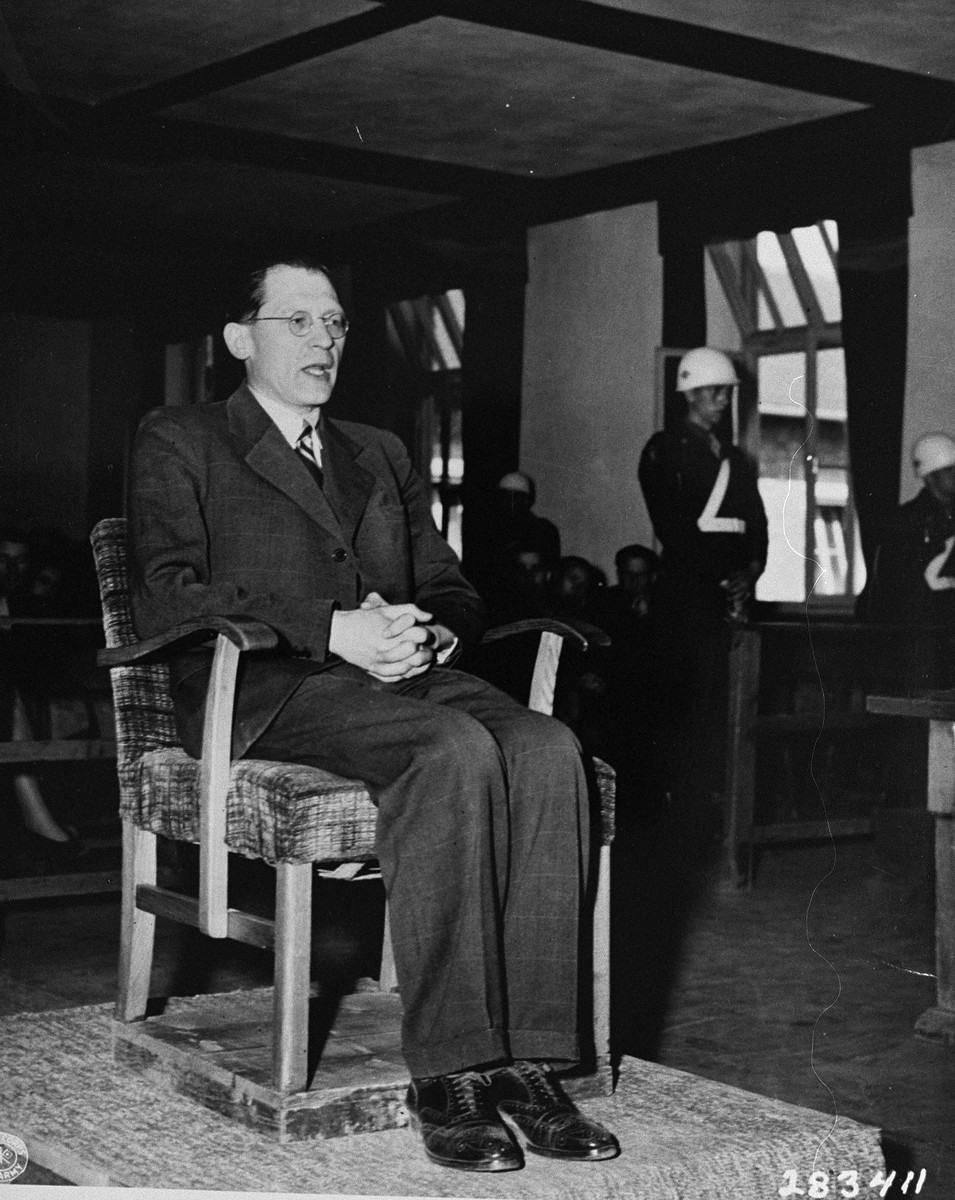
Eugen Kogon

- 02. Februar: Eugen Kogon, deutscher Publizist, Soziologe und Politikwissenschaftler († 1987)
- 02. Februar: Karl Duncker, deutscher Psychologe, Vertreter der Gestalttheorie († 1940)
- 03. Februar: Arie den Arend, niederländischer Komponist und Organist († 1982)
- 03. Februar: Frances James, kanadische Sopranistin und Musikpädagogin († 1988)
- 04. Februar: Alexander Imich, polnisch-US-amerikanischer Chemiker und Parapsychologe († 2014)
- 05. Februar: Fritz Everding, naturalistischer Maler und Grafiker († 1965)
- 05. Februar: Maekawa Samio, japanischer Lyriker († 1990)
- 05. Februar: Alfredo Vicente Scherer, Erzbischof von Porto Alegre und Kardinal († 1996)
- 06. Februar: Claudio Arrau, chilenischer Pianist († 1991)
- 06. Februar: Egon von Vietinghoff, Maler, Fachbuchautor, Philosoph († 1994)
- 07. Februar: François-Nestor Adam, italienischer Bischof († 1990)
- 07. Februar: Marcelle Bard, Schweizer evangelische Geistliche und Frauenrechtlerin († 1988)
- 07. Februar: Fritz Münch, Schweizer Gewerkschaftsfunktionär († 1993)
- 08. Februar: Greta Keller, österreichische Chansonsängerin († 1977)
- 08. Februar: Tunku Abdul Rahman, malayischer Politiker († 1990)
- 09. Februar: Georg Trexler, deutscher Kirchenmusiker, Musikpädagoge und Komponist († 1979)
- 10. Februar: Franco Cortese, italienischer Automobilrennfahrer († 1986)
- 10. Februar: Matthias Sindelar, österreichischer Fußballspieler († 1939)
- 11. Februar: Irène Némirovsky, französische Schriftstellerin ukrainischer Abstammung († 1942)
- 12. Februar: Fernand Oubradous, französischer Fagottist und Komponist († 1986)
- 12. Februar: Georges Simenon, belgischer Schriftsteller († 1989)
- 13. Februar: Georgi Michailowitsch Berijew, sowjetischer Flugzeugkonstrukteur († 1979)
- 14. Februar: Fritz Büchtger, deutscher Komponist († 1978)
- 14. Februar: Julius Meinl III., österreichischer Unternehmer († 1991)
- 15. Februar: Heinrich Drake, deutscher Bildhauer († 1994)
- 15. Februar: Franz Nause, deutscher sozialdemokratischer Widerstandskämpfer († 1943)
- 15. Februar: Hans Venatier, deutscher Schriftsteller († 1959)
- 18. Februar: Nikolai Wiktorowitsch Podgorny, sowjetisches Staatsoberhaupt († 1983)
- 19. Februar: Abel Meeropol, US-amerikanischer Songwriter und Schriftsteller († 1986)
- 20. Februar: Ella Maillart, Schweizer Sportlerin und Reiseschriftstellerin († 1997)
- 20. Februar: Joseph Schröffer, Bischof von Eichstätt, Kurienkardinal († 1983)
- 21. Februar: Scrapper Blackwell, US-amerikanischer Blues-Gitarrist († 1962)
- 21. Februar: William H. Clothier, US-amerikanischer Kameramann († 1996)

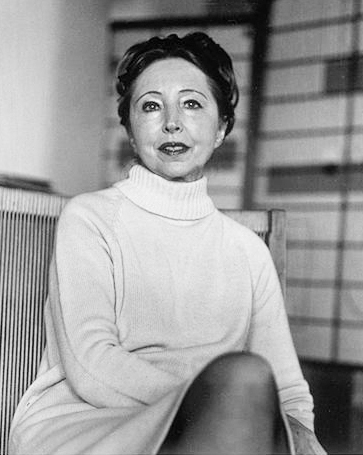
Anaïs Nin in den 1970er-Jahren

- 21. Februar: Anaïs Nin, US-amerikanische Schriftstellerin († 1977)
- 21. Februar: Dorothea Neff, österreichische Schauspielerin († 1986)
- 21. Februar: Raymond Queneau, französischer Dichter und Schriftsteller († 1976)
- 22. Februar: Rudolf Beiswanger, deutscher Schauspieler, Hörfunksprecher und Theaterintendant († 1984)
- 22. Februar: Morley Callaghan, kanadischer Schriftsteller († 1990)
- 22. Februar: Béla Grunberger, französischer Psychoanalytiker ungarischer Herkunft († 2005)
- 22. Februar: Frank Plumpton Ramsey, britischer Mathematiker und Logiker († 1930)
- 22. Februar: Just Scheu, deutscher Komponist, Librettist, Schauspieler, Drehbuchautor u. a. m. († 1956)
- 23. Februar: Julius Fučík, tschechischer Schriftsteller, Journalist und Kulturpolitiker († 1943)
- 24. Februar: Franz Burda, deutscher Verleger und Begründer des Burda-Verlages († 1986)
- 25. Februar: Gerhard Schrader, deutscher Chemiker († 1990)
- 25. Februar: Iwan Pawlowitsch Bratuchin, sowjetischer Hubschrauberkonstrukteur († 1985)
- 26. Februar: Giulio Natta, italienischer Chemiker († 1979)
- 26. Februar: Jan Fethke, deutsch-polnischer Filmregisseur, Drehbuchautor und Esperanto-Schriftsteller († 1980)
- 26. Februar: Orde Wingate, britischer Generalmajor († 1944)
- 27. Februar: Henry Deyglun, kanadischer Schauspieler, Regisseur und Autor französischer Herkunft († 1971)
- 27. Februar: Fred Oelßner, Mitglied des Politbüros des ZK der SED († 1977)
- 27. Februar: Grethe Weiser, deutsche Schauspielerin († 1970)
- 28. Februar: Vincente Minnelli, US-amerikanischer Regisseur († 1986)

### März
- 01. März: Herbert Kriedemann, deutscher Politiker († 1977)
- 02. März: Fritz Giegold, deutscher Schachproblemkomponist und Schachspieler († 1978)
- 02. März: Harry Giese, Sprecher von NS-Wochenschauen und Schauspieler († 1991)
- 03. März: Adrian Adolph Greenberg, US-amerikanischer Kostümbildner († 1959)
- 03. März: Rabbe Arnfinn Enckell, finnlandschwedischer Schriftsteller, Dichter und Maler († 1974)
- 04. März: Eva Bernoulli, Schweizer Logopädin und Pädagogin († 1995)
- 04. März: Filippo Caracciolo, italienischer Adeliger, Politiker, Antifaschist, Funktionär und Autor († 1965)

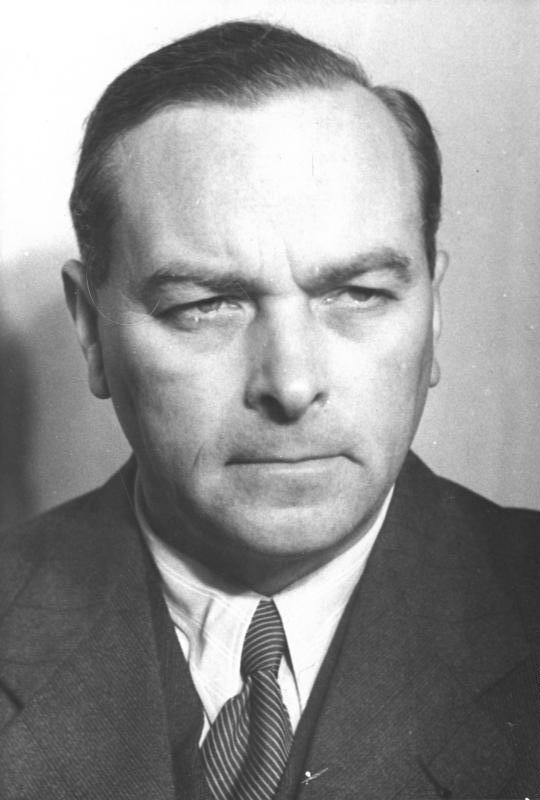
Karl Hamann

- 04. März: Karl Hamann, deutscher Politiker, Handelsminister der DDR († 1973)
- 04. März: John Scarne, US-amerikanischer Experte für Glücksspiele und Kartenkünstler († 1985)
- 06. März: Erich Thiess, deutscher Wirtschaftswissenschaftler († 1968)
- 07. März: J. Allen Frear, US-amerikanischer Politiker († 1993)
- 07. März: Erwin Stein, deutscher Politiker und Richter des Bundesverfassungsgerichts Karlsruhe († 1992)
- 08. März: Heinrich Troßbach, deutscher Leichtathlet († 1947)
- 09. März: Johan Goslings, niederländischer Mediziner († 1975)
- 09. März: Albert Meyer, Erzbischof von Chicago und Kardinal († 1965)
- 09. März: Wage Rudolf Soepratman, Komponist der indonesischen Nationalhymne Indonesia Raya († 1938)
- 10. März: Bix Beiderbecke, US-amerikanischer Jazz-Musiker und Kornettist († 1931)
- 11. März: Otto Faist, deutscher Leichtathlet und Fußballtrainer († 1946)
- 11. März: Ronald Syme, neuseeländischer Historiker († 1989)
- 14. März: Molla Mustafa Barzani, Führer der Kurdischen Demokratischen Partei († 1979)
- 14. März: Otto Friedrich Bollnow, Philosoph, Pädagoge, Psychologe († 1991)
- 14. März: Adolph Gottlieb, US-amerikanischer Maler († 1974)
- 15. März: Emmy Damerius-Koenen, deutsche Journalistin, Mitbegründerin des DFD († 1987)

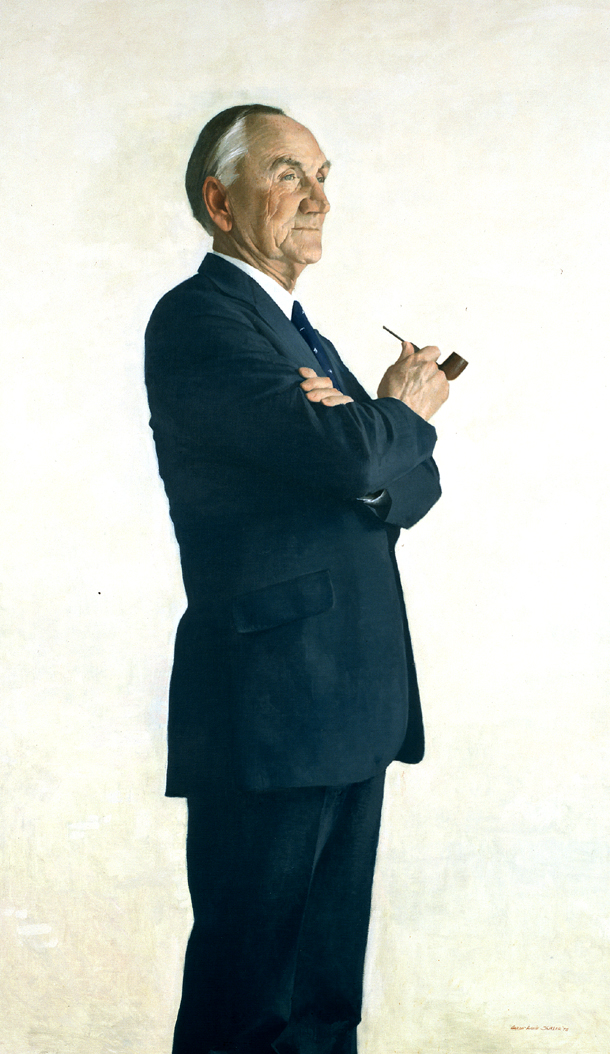
Mike Mansfields

- 16. März: Mike Mansfield, US-amerikanischer Politiker († 2001)
- 17. März: Wilhelm von Ammon, deutscher Jurist († 1992)
- 17. März: Josef Augusta, tschechischer Paläontologe († 1968)
- 17. März: Rudolf Signer, Schweizer Chemiker († 1990)
- 18. März: Egon Brunswik, US-amerikanischer Psychologe († 1955)
- 18. März: Galeazzo Ciano, italienischer Politiker († 1944)
- 18. März: e.o.plauen, deutscher Zeichner († 1944)
- 18. März: Karl Helbig, deutscher Wissenschaftler, Ethnologe, Forschungsreisender, Schiffsheizer († 1991)
- 18. März: Fritz Stüber, österreichischer Schriftsteller, Journalist und Politiker (VdU) († 1978)
- 20. März: Arthur Kleiner, österreichisch-amerikanischer Filmkomponist († 1980)
- 20. März: Vincent Richards, US-amerikanischer Tennisspieler († 1959)
- 20. März: Josef Trischler, deutscher Politiker († 1975)
- 21. März: Paul Fitzgibbon, US-amerikanischer American-Football-Spieler († 1975)
- 21. März: William C. Hayes, US-amerikanischer Ägyptologe († 1963)
- 22. März: Hans Hessling, deutscher Schauspieler († 1995)
- 22. März: Jochen Klepper, deutscher Journalist, Schriftsteller und Liederdichter († 1942)
- 23. März: Alejandro Casona, spanischer Schriftsteller († 1965)
- 23. März: Ludwig Heinrich Heydenreich, deutscher Kunsthistoriker († 1978)
- 24. März: Adolf Butenandt, deutscher Chemiker, Nobelpreisträger († 1995)
- 24. März: Margot Rojas Mendoza, kubanische Pianistin und Musikpädagogin († 1996)
- 24. März: Igor Newerly, polnischer Schriftsteller und Pädagoge († 1987)
- 25. März: Julio Antonio Mella, Mitbegründer der Kommunistischen Partei Kubas († 1929)
- 25. März: Eugénie Söderberg, schwedisch-US-amerikanische Autorin († 1973)
- 26. März: Otto Abetz, Nationalsozialist, deutscher Botschafter in Paris († 1958)
- 26. März: Tjapko van Bergen, niederländischer Ruderer († 1944)
- 26. März: Paul Doyon, kanadischer Pianist und Organist († 1986)
- 26. März: Arno Vetterling, deutscher Kapellmeister und Komponist († 1963)
- 28. März: Rudolf Serkin, österreichischer Pianist († 1991)
- 29. März: Karl Andersen, norwegischer Cellist und Komponist († 1970)
- 29. März: Eduard Wahl, deutscher Politiker († 1985)
- 30. März: Hans Ludwig Pfeiffer, deutscher Maler und Bildhauer († 1999)
- 31. März: Ernst Arnold, deutscher Politiker († 1966)

### April
- 01. April: Salo Landau, niederländischer Schachspieler († 1944)
- 02. April: Gabriel Cusson, kanadischer Komponist und Musikpädagoge († 1972)
- 02. April: Carl Borro Schwerla, deutscher Autor, Journalist und Regisseur († 1986)
- 03. April: Peter Huchel, deutscher Lyriker († 1981)
- 03. April: Bubber Miley, US-amerikanischer Jazz-Musiker und Trompeter († 1932)
- 03. April: Josef Mühlberger, deutscher Schriftsteller und Journalist († 1985)
- 03. April: Piero Pastore, italienischer Fußballspieler und Schauspieler († 1968)
- 03. April: Joachim Ritter, deutscher Philosoph († 1974)

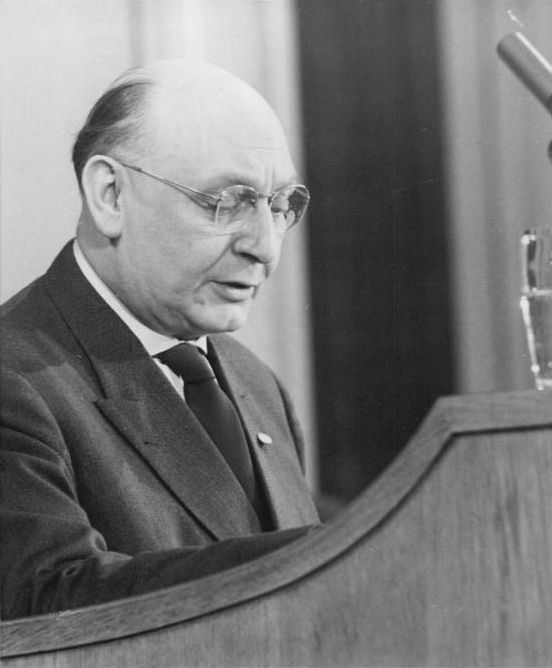
Willi Rumpf

- 04. April: Willy Rumpf, Minister für Finanzen der DDR († 1982)
- 06. April: Harold E. Edgerton, US-amerikanischer Elektroingenieur, Erfinder des Stroboskops († 1990)
- 06. April: Werner Zschiesche, deutscher Ruderer († 1947)
- 07. April: Willi Forst, österreichischer Schauspieler, Drehbuchautor, Regisseur und Produzent († 1980)
- 08. April: Dennis J. Roberts, US-amerikanischer Politiker († 1994)
- 09. April: Kai Molter, dänischer Maler († 1977)
- 09. April: Gregory Goodwin Pincus, amerikanischer Physiologe († 1967)
- 10. April: Hugh Adcock, britischer Fußballspieler († 1975)
- 10. April: Marjorie Best, US-amerikanische Kostümbildnerin († 1997)
- 10. April: Willy Stahl, deutscher Politiker († 1989)
- 12. April: Arthur Geiss, deutscher Motorradrennfahrer († 1982)
- 12. April: Rudolf Hotzenköcherle, Schweizer Sprachwissenschaftler († 1976)
- 12. April: Jan Tinbergen, niederländischer Mathematiker und Wirtschaftswissenschaftler († 1994)
- 15. April: Erich Arendt, deutscher Lyriker und Übersetzer († 1984)
- 15. April: Gerd Horseling, deutscher Politiker († 1992)
- 15. April: John Williams, britischer Schauspieler († 1983)
- 16. April: Charles Coleman, britischer Offizier († 1974)
- 17. April: Elmer Miller, US-amerikanischer Baseballspieler († 1987)
- 17. April: Nicolas Nabokov, russisch-amerikanischer Komponist († 1978)
- 17. April: Gregor Piatigorsky, US-amerikanischer Cellist († 1976)
- 18. April: Leonid Kinskey, russisch-US-amerikanischer Schauspieler († 1998)
- 19. April: Walter Ackermann, Schweizer Pilot und Schriftsteller († 1939)
- 19. April: Howard E. Armstrong, US-amerikanischer Anwalt und Politiker († 1983)
- 19. April: Eliot Ness, US-amerikanischer Finanzbeamter und Prohibitionsagent († 1957)
- 19. April: Lotte Ulbricht, SED-Funktionärin, zweite Ehefrau des DDR-Staatsratsvorsitzenden Walter Ulbricht († 2002)
- 20. April: Karl Aichhorn, österreichischer Politiker († 1967)
- 20. April: Franz Weselik, österreichischer Fußballspieler († 1962)
- 22. April: Daphne Jessie Akhurst, australische Tennisspielerin († 1933)
- 22. April: Margaret Miller Brown, kanadische Pianistin und Musikpädagogin († 1970)
- 22. April: Karl Eberhard Schöngarth, Befehlshaber der Sicherheitspolizei und des Sicherheitsdienstes († 1946)
- 23. April: Karl Larenz, deutscher Zivilrechtler und Rechtsphilosoph († 1993)
- 24. April: Mike Michalske, US-amerikanischer American-Football-Spieler († 1983)
- 24. April: José Antonio Primo de Rivera, spanischer Politiker († 1936)
- 24. April: Konrad Tag, deutscher Glasgraveur († 1954)

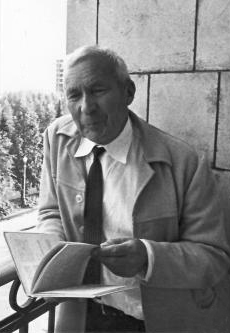
Andrei Nikolajewitsch Kolmogorow

- 25. April: Andrei Nikolajewitsch Kolmogorow, russischer Mathematiker († 1987)
- 25. April: Camilla Horn, deutsche Schauspielerin († 1996)
- 25. April: Michele Pellegrino, Erzbischof von Turin und Kardinal († 1986)
- 26. April: Alex Möller, deutscher Politiker († 1985)
- 27. April: Karl Maron, Minister des Inneren der DDR († 1975)
- 29. April: Hibino Shirō, japanischer Schriftsteller († 1975)
- 30. April: Günter Raphael, deutscher Komponist († 1960)

### Mai
- 01. Mai: Melvin E. Thompson, US-amerikanischer Politiker, Gouverneur von Georgia († 1980)
- 02. Mai: Øivin Fjeldstad, norwegischer Komponist und Dirigent († 1983)
- 02. Mai: Alfred Krohn, deutscher Steuermann im Rudern

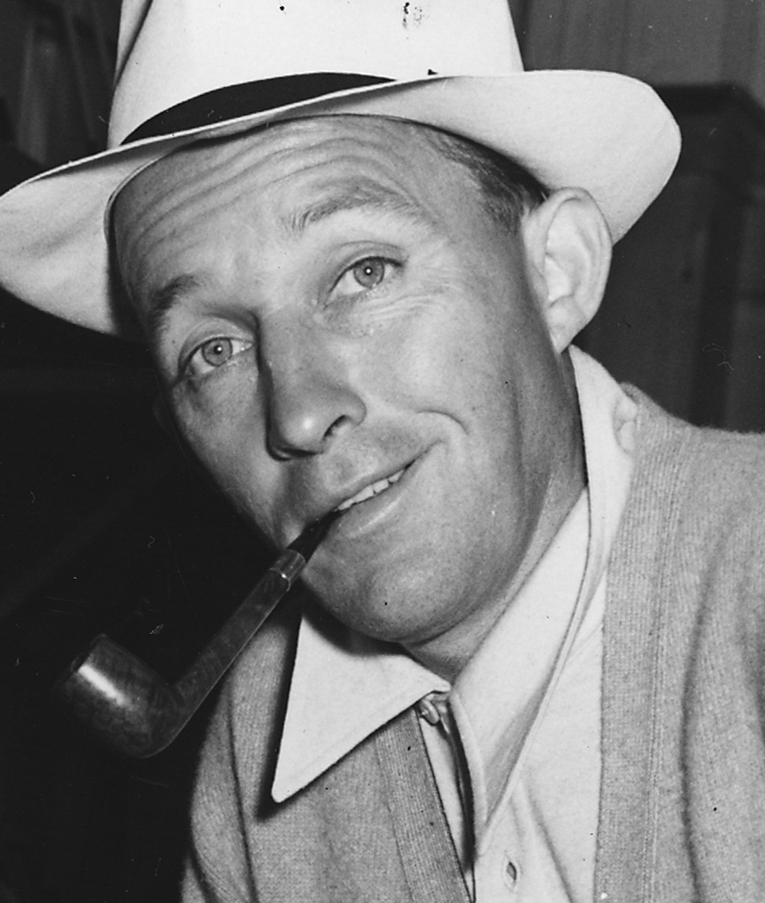
Bing Crosby

- 03. Mai: Bing Crosby, US-amerikanischer Sänger und Schauspieler († 1977)
- 03. Mai: José Nieto, spanischer Schauspieler († 1982)
- 04. Mai: Lutha J. Adler, US-amerikanischer Film- und Theaterschauspieler († 1984)
- 06. Mai: Hermann Grab, tschechischer Schriftsteller und Musiker († 1949)
- 07. Mai: Max Jüngling, deutscher Politiker († 1963)
- 08. Mai: Fernandel, französischer Schauspieler und Sänger († 1971)
- 08. Mai: Manuel Anatol Arístegui, spanischer Fußballspieler († 1990)
- 10. Mai: Otto Bradfisch, SS-Obersturmbannführer († 1994)
- 10. Mai: Hans Jonas, deutsch-jüdischer Philosoph und Ethiker († 1993)
- 10. Mai: Kay Petre, kanadische Automobilrennfahrerin und Journalistin († 1994)
- 12. Mai: Kusano Shinpei, japanischer Lyriker († 1988)
- 12. Mai: Detlef Struve, deutscher Politiker († 1987)
- 12. Mai: Lennox Berkeley, englischer Komponist († 1989)
- 13. Mai: Reinhold Schneider, deutscher Schriftsteller († 1958)
- 14. Mai: Jules George, belgischer Ruder und Fußballfunktionär († 1983)
- 14. Mai: Franz Seume, deutscher Politiker und MdB († 1982)
- 15. Mai: Jean Cavaillès, französischer Philosoph († 1944)
- 15. Mai: Maria Reiche, deutsche Mathematikerin und Archäologin († 1998)
- 16. Mai: Thomas Abernethy, US-amerikanischer Politiker († 1998)
- 20. Mai: Jerzy Fitelberg, polnischer Komponist († 1951)
- 23. Mai: Felice Mario Boano, italienischer Fahrzeugdesigner († 1989)
- 23. Mai: Ernst Klodwig, deutscher Automobilrennfahrer († 1973)
- 23. Mai: Pablo Kardinal Muñoz Vega, Erzbischof von Quito († 1994)
- 25. Mai: Johan Schreiner, norwegischer Historiker († 1967)
- 27. Mai: Walt Kiesling, US-amerikanischer American-Football-Spieler und -Trainer († 1962)
- 28. Mai: Luis César Amadori, argentinischer Filmemacher, Drehbuchautor und Schriftsteller († 1977)
- 28. Mai: Dagobert David Arian, deutsch-israelischer Polizei- und Staatsbeamter († 1991)
- 28. Mai: Gustav Siewerth, deutscher Philosoph und Pädagoge († 1963)
- 28. Mai: Stephan Jaeggi, Schweizer Komponist und Dirigent († 1957)

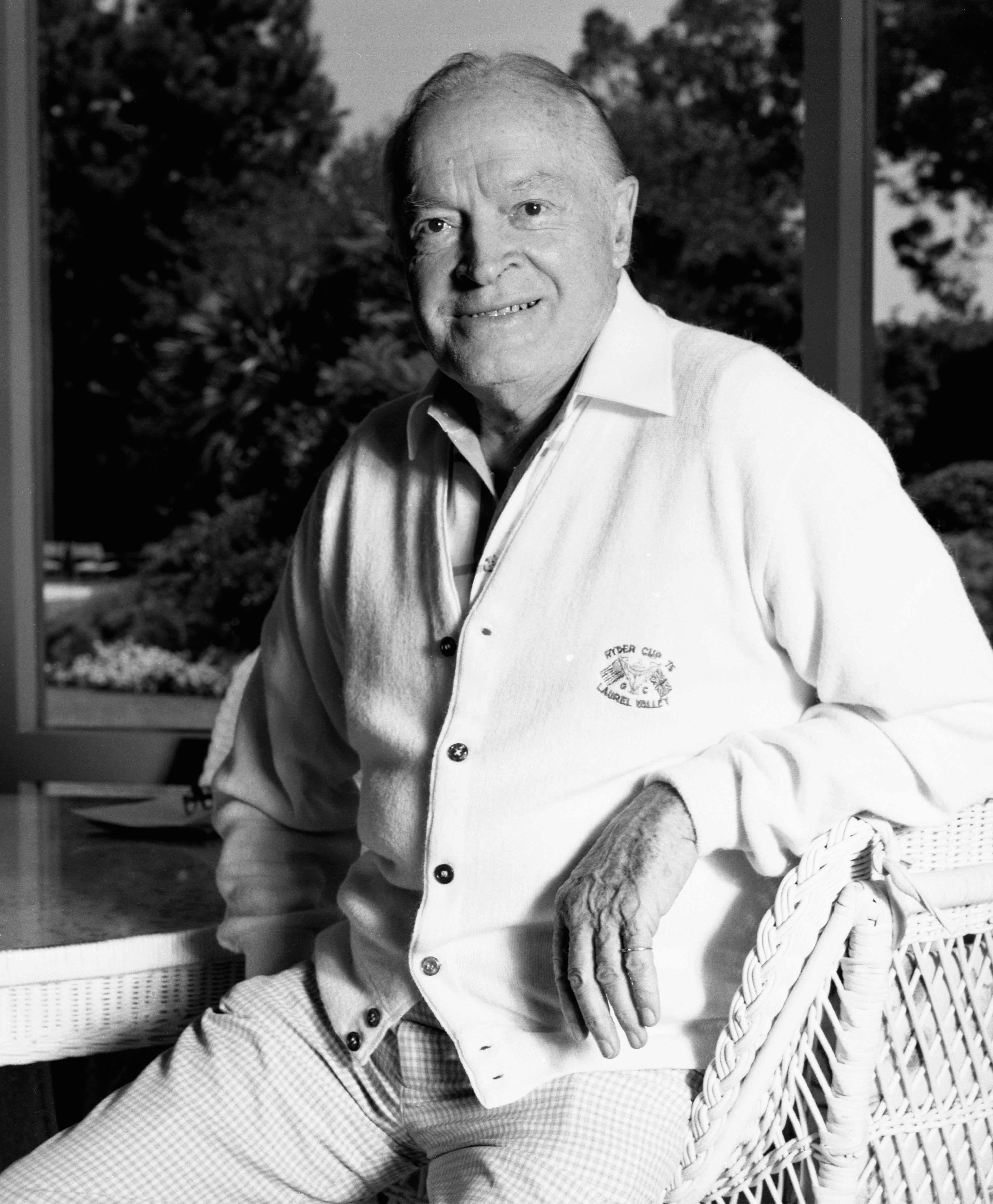
Bob Hope, 1986

- 29. Mai: Bob Hope, US-amerikanischer Komiker, Schauspieler und Entertainer († 2003)
- 30. Mai: Countee Cullen, US-amerikanischer Schriftsteller († 1946)
- 30. Mai: Hayashi Fusao, japanischer Schriftsteller († 1975)
- 30. Mai: Robert Hood Saunders, kanadischer Politiker und 48. Bürgermeister von Toronto († 1955)
- 30. Mai: Ernst Widmer, Schweizer Zollbeamter († 1981)
- 31. Mai: Renato Berninzone, italienischer Ruderer († 1975)
- 31. Mai: Cyril Paul, britischer Automobilrennfahrer († 1984)
- 00. Mai: Alexandre Garbell, französischer Maler († 1970)

### Juni
- 01. Juni: Günther Fleischel, deutscher Handelsvertreter,  SA Soldat und Judenältester im Ghetto Riga († 1943)
- 02. Juni: Max Aub, spanischer Schriftsteller († 1972)
- 03. Juni: Ted Tetzlaff, US-amerikanischer Regisseur († 1995)
- 04. Juni: Jewgeni Mrawinski, russischer Dirigent († 1988)
- 05. Juni: Adolf Kainz, österreichischer Kanute († 1948)
- 05. Juni: Eugen Lechner, deutscher Politiker († 1971)

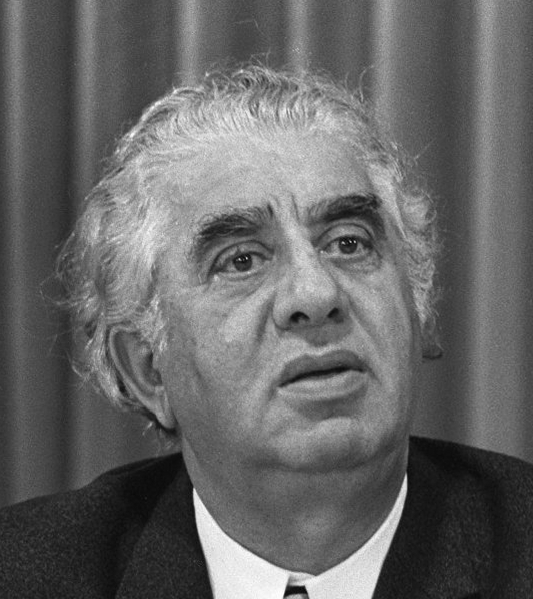
Aram Chatschaturjan

- 06. Juni: Gottlob Auwärter, deutscher Karosseriebauer und Unternehmer († 1993)
- 06. Juni: Aram Chatschaturjan, sowjetischer Komponist († 1978)
- 08. Juni: Günther L. Arko, deutscher Kameramann († 1964)
- 08. Juni: Eduard Brücklmeier, deutscher Widerstandskämpfer († 1944)
- 08. Juni: Ernst Rudolf Huber, deutscher Staatsrechtler († 1990)
- 08. Juni: Johannes Ludwig, deutscher Fußballspieler († 1985)
- 08. Juni: Marguerite Yourcenar, Schriftstellerin († 1987)
- 09. Juni: Karl Ferdinand Abt, hessischer Politiker († 1945)
- 09. Juni: Otto Hans Abt, Schweizer Maler († 1982)
- 09. Juni: Felice Bonetto, italienischer Automobilrennfahrer († 1953)
- 10. Juni: Friedrich Born, Schweizer Diplomat († 1963)

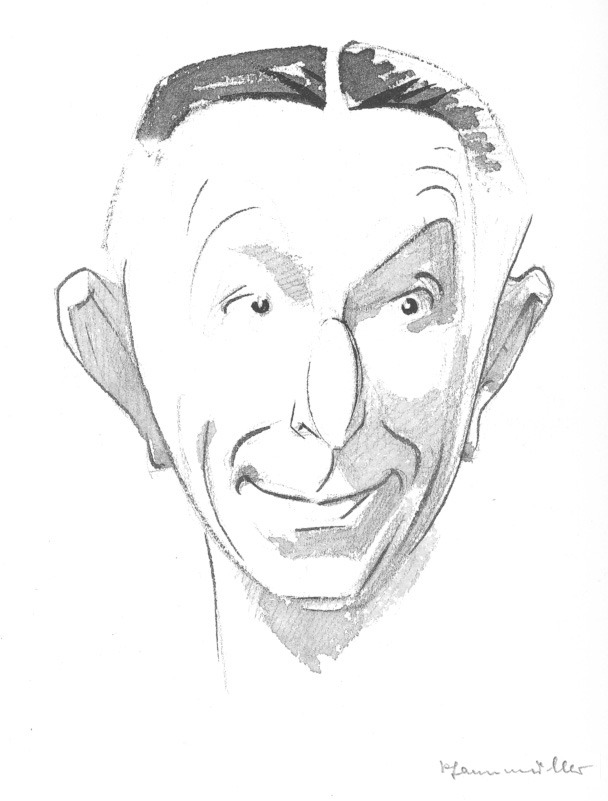
Theo Lingen, 1976

- 10. Juni: Theo Lingen, deutscher Schauspieler, Regisseur und Autor († 1978)
- 10. Juni: Albéric Loqueheux, französischer Automobilrennfahrer († 1985)
- 13. Juni: Carl Anderson, US-amerikanischer Szenenbildner († 1989)
- 13. Juni: Elisabeth Augustin, deutsch-niederländische Schriftstellerin († 2001)
- 13. Juni: Red Grange, US-amerikanischer American-Football-Spieler († 1991)
- 13. Juni: Anton Kutter, deutscher Regisseur und Konstrukteur des Kutter-Schiefspieglers († 1985)
- 14. Juni: Alonzo Church, US-amerikanischer Mathematiker († 1995)
- 15. Juni: Wilhelm Jost, deutscher Chemiker († 1988)
- 15. Juni: Fjodor Koschewnikow, russischer Jurist († 1998)
- 17. Juni: Natalie Beer, österreichische Lyrikerin und Schriftstellerin († 1987)
- 17. Juni: William Vallance Douglas Hodge, britischer Mathematiker († 1975)
- 17. Juni: Ilse Schüle, Schriftschneiderin und Typografin († 1997)
- 18. Juni: Felix von Eckardt, deutscher Politiker († 1979)
- 18. Juni: Siegfried Kasche, SA-Obergruppenführer und Gesandter in Zagreb († 1947)
- 18. Juni: Jeanette MacDonald, US-amerikanische Schauspielerin († 1965)
- 18. Juni: Raymond Radiguet, französischer Schriftsteller († 1923)
- 19. Juni: Albert Brehme, deutscher Bobfahrer († 1971)
- 19. Juni: Lou Gehrig, US-amerikanischer Baseballspieler († 1941)
- 19. Juni: Hans Litten, deutscher Rechtsanwalt († 1938)
- 19. Juni: Annalise Wagner, deutsche Heimatforscherin († 1986)
- 20. Juni: Jean Cipollina, italienischer Ruderer († 1981)
- 21. Juni: Hermann Engelhard, deutscher Leichtathlet († 1984)
- 21. Juni: Hans Epskamp, deutscher Schauspieler († 1992)
- 21. Juni: Al Hirschfeld, US-amerikanischer Cartoonzeichner († 2003)
- 21. Juni: Wolfgang Langkau, deutscher Generalmajor der Reserve und Angehöriger des Bundesnachrichtendienstes († 1991)
- 22. Juni: John Dillinger, erster Mensch, den das FBI als Staatsfeind Nr. 1 bezeichnete († 1934)
- 22. Juni: Yamamoto Shūgorō, japanischer Schriftsteller († 1967)
- 23. Juni: Hans Christian Branner, dänischer Schriftsteller († 1966)
- 23. Juni: Hans Georg Calmeyer, Rechtsanwalt, Retter vieler tausend Juden in den besetzten Niederlanden († 1972)
- 24. Juni: Wojciech Rychlewicz, polnischer Diplomat († 1964)
- 25. Juni: Pierre Brossolette, französischer Politiker, Mitglied der Résistance († 1944)
- 25. Juni: Thomas C. Hennings, US-amerikanischer Politiker († 1960)

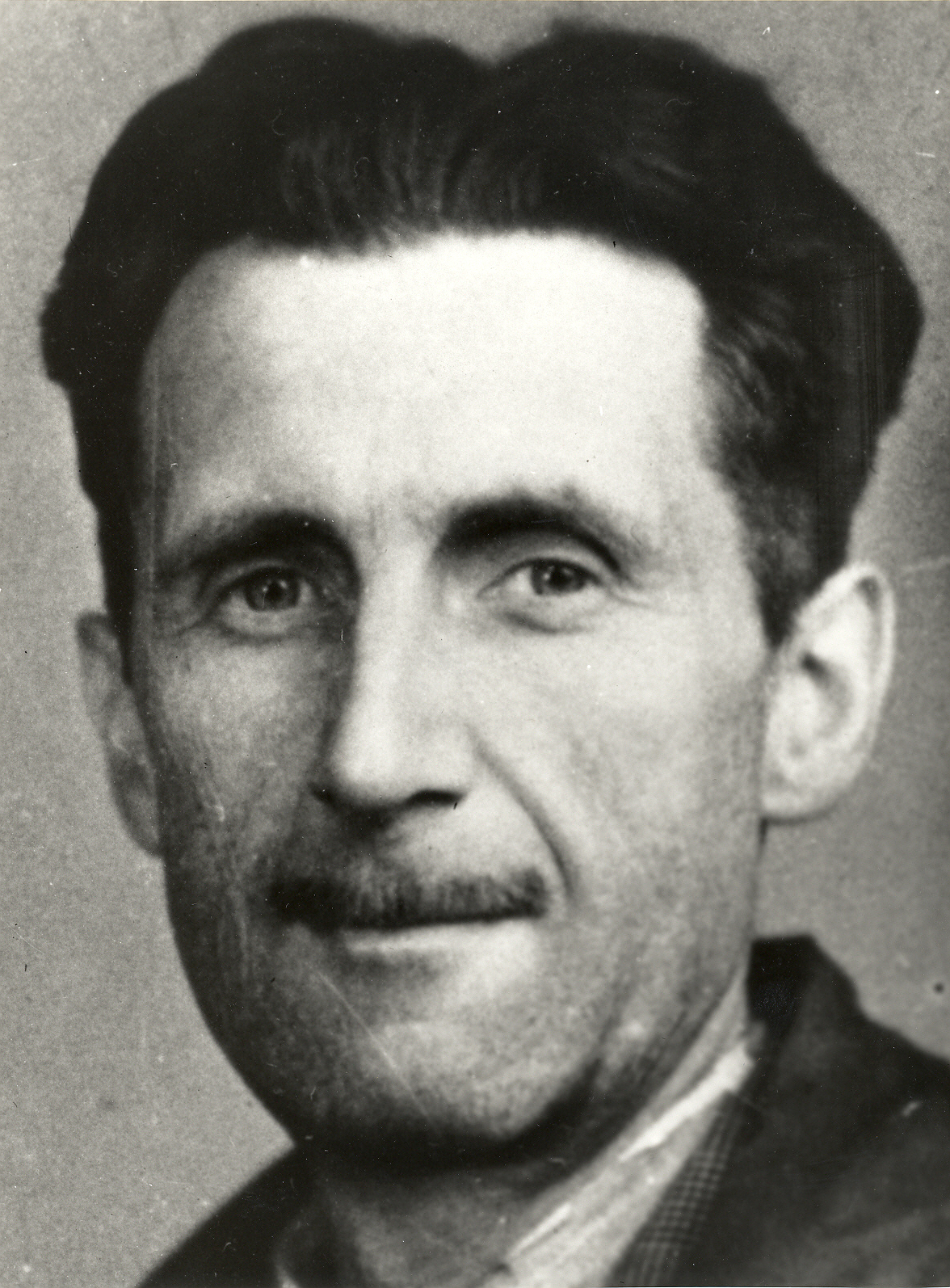
George Orwell

- 25. Juni: George Orwell, britischer Schriftsteller und Essayist († 1950)
- 26. Juni: David Granger, US-amerikanischer Bobfahrer († 2002)
- 26. Juni: Abe Tomoji, japanischer Schriftsteller, Übersetzer und Literaturkritiker († 1973)
- 26. Juni: Hans Weisz, rumäniendeutscher Kirchenmusiker und Komponist († 1982)
- 30. Juni: Robert E. Hannegan, US-amerikanischer Politiker († 1949)

### Juli
- 01. Juli: Percy Charles Austin, englischer Fußballspieler († 1961)
- 01. Juli: Amy Johnson, britische Pilotin († 1941)
- 01. Juli: Karl Schubert, deutscher Verwaltungsjurist († 1984)
- 02. Juli: Alec Douglas-Home, britischer Premierminister († 1995)

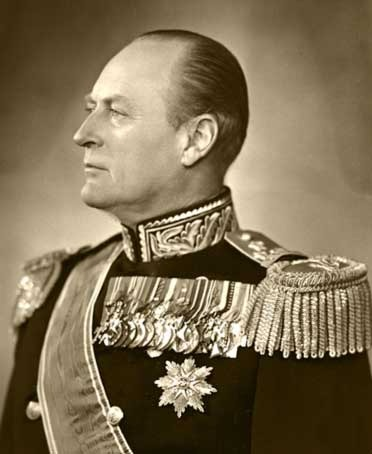
Olav V., 1957

- 02. Juli: Olav V., König von Norwegen († 1991)
- 02. Juli: Hans Krasensky, österreichischer Wirtschaftspädagoge († 2006)
- 03. Juli: Ace Bailey, kanadischer Eishockeyspieler († 1992)
- 03. Juli: Wolfgang Haußmann, deutscher Politiker († 1989)
- 04. Juli: Corrado Bafile, römisch-katholischer Theologe, Diplomat und Kirchenfunktionär († 2005)
- 04. Juli: Werner Rudolf Heinrich Keyßner, deutscher Politiker und Reichstagsabgeordneter († 1969)
- 04. Juli: Flor Peeters, belgischer Komponist, Organist und Musikpädagoge († 1986)
- 04. Juli: Erich Sternberg, deutsch-russischer Gerontopsychiater († 1980)
- 06. Juli: Hugo Theorell, schwedischer Biochemiker († 1982)
- 06. Juli: Otto Lenz, deutscher Politiker († 1957)
- 07. Juli: Steven Runciman, britischer Historiker († 2000)
- 10. Juli: John Wyndham, britischer Science-Fiction-Autor († 1969)
- 10. Juli: Karl Fritzsch, deutscher KZ-Aufseher und Kriegsverbrecher († 1945)
- 10. Juli: Werner Best, deutscher Jurist, Polizeichef und Nationalsozialist († 1989)
- 11. Juli: O. E. Hasse, deutscher Schauspieler, Regisseur und Synchronsprecher († 1978)
- 11. Juli: Rudolf Abel, russischer Agent († 1971)
- 12. Juli: Norbert-Jean Mahé, französischer Automobilrennfahrer († 1986)
- 14. Juli: Carlos Prío Socarrás, kubanischer Präsident († 1977)
- 14. Juli: Thomas D. Clark, US-amerikanischer Historiker († 2005)
- 15. Juli: Toyoko Takahashi, japanische Schauspielerin († 1981)
- 16. Juli: Fritz Bauer, deutscher Richter und Staatsanwalt († 1968)
- 16. Juli: Rudolf Donnerhack, deutscher Maler und Museumsdirektor († 1980)
- 17. Juli: Helena Cortesina, spanische Tänzerin, Schauspielerin und Regisseurin († 1984)
- 17. Juli: Takeyama Michio, japanischer Schriftsteller († 1984)
- 17. Juli: Julio Perceval, argentinischer Komponist, Organist und Musikpädagoge († 1963)
- 18. Juli: Victor Gruen, jüdischer Stadtplaner und Architekt († 1980)
- 18. Juli: Zoltán Horusitzky, ungarischer Komponist, Pianist und Musikpädagoge († 1985)
- 19. Juli: Willi Multhaup, deutscher Fußballtrainer († 1982)
- 19. Juli: Maximilian Rott, deutscher Kaufmann und Schriftsteller († 1957)
- 19. Juli: Kingsley A. Taft, US-amerikanischer Politiker († 1970)
- 21. Juli: Heinrich Wilhelm Ahrens, deutscher Jurist, Kaufmann und Manager († 2002)
- 21. Juli: Paul Baumgartner, Schweizer Pianist († 1976)
- 22. Juli: Ami Assaf, israelischer Politiker († 1963)
- 22. Juli: Anton Saefkow, deutscher Kommunist und Widerstandskämpfer gegen den Nationalsozialismus († 1944)

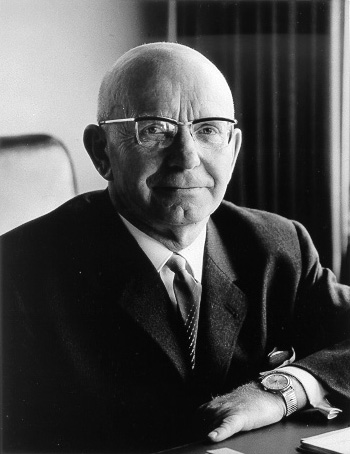
Willy Dehnkamp

- 22. Juli: Willy Dehnkamp, deutscher Politiker († 1985)
- 25. Juli: André Fleury, französischer Komponist, Pianist, Organist und Musikpädagoge († 1995)
- 25. Juli: Fritz Oellers, deutscher Politiker († 1977)
- 26. Juli: Gérard Favere, belgischer Komponist und Dirigent († 1975)
- 27. Juli: Clive Douglas, australischer Komponist, Musiker und Dirigent († 1977)
- 28. Juli: Ernst Wilhelm Bohle, deutscher Politiker, Leiter der Auslandsorganisation der NSDAP († 1960)
- 28. Juli: Colin Gregory, britischer Tennisspieler († 1959)
- 28. Juli: Silvina Ocampo Aguirre, argentinische Schriftstellerin und Übersetzerin († 1993)
- 28. Juli: Friedrich Rainer, NSDAP-Gauleiter und österreichischer Landeshauptmann von Salzburg und Kärnten († 1947)
- 31. Juli: Emil Hirschfeld, deutscher Leichtathlet († 1968)
- 31. Juli: Jan Wodyński, polnischer Maler († 1988)

### August
- 02. August: Mathilde Danegger, deutsche Schauspielerin († 1988)
- 02. August: Johannes Baptist Lotz, deutscher Philosoph († 1992)
- 02. August: Nakano Yoshio, japanischer Literaturwissenschaftler und Übersetzer († 1985)
- 03. August: Habib Bourguiba, tunesischer Präsident (1957–1987) († 2000)
- 03. August: Rudolf Wolters, deutscher Architekt († 1983)
- 04. August: Bruno Gleitze, deutscher Wirtschaftswissenschaftler, Hochschullehrer und Politiker († 1980)
- 04. August: Hans-Christoph Seebohm, deutscher Politiker († 1967)
- 05. August: Nikolaus von Rumänien, rumänischer Adeliger und Automobilrennfahrer († 1978)
- 06. August: Eduard Aigner, deutscher Maler († 1978)
- 06. August: Hans Königs, deutscher Architekt und Stadtkonservator († 1988)
- 07. August: Fred Kassen, deutscher Kabarettleiter († 1972)
- 07. August: Joseph H. Bottum, US-amerikanischer Politiker († 1984)
- 07. August: Louis Leakey, britischer Paläoanthropologe († 1972)
- 07. August: Saburo Moroi, japanischer Komponist († 1977)
- 07. August: Maria Reining, österreichische Opernsängerin († 1991)
- 10. August: Eleanor Lambert, US-amerikanische Modejournalistin († 2003)
- 12. August: Karl Auer, deutscher Fußballspieler († 1945)
- 12. August: Mario Nasalli Rocca di Corneliano, Kardinal der römisch-katholischen Kirche († 1988)
- 14. August: Jack Gardner, US-amerikanischer Jazzpianist († 1957)
- 14. August: Eduardo Mallea, argentinischer Schriftsteller und Diplomat († 1982)
- 15. August: Karl Harder, deutscher Schachproblemkomponist († 1978)
- 15. August: Pascal Pia, französischer Schriftsteller und Journalist († 1979)
- 16. August: Ernst Assmann, deutscher Forstwissenschaftler († 1979)
- 16. August: Eduard Hermann, deutscher Schauspieler und Hörspielregisseur († 1964)
- 17. August: Abram Chasins, US-amerikanischer Komponist, Pianist und Musikwissenschaftler († 1987)
- 19. August: Ludwig Apfelbeck, österreichischer Ingenieur und Konstrukteur von Verbrennungsmotoren († 1987)
- 19. August: César Moro, peruanischer Lyriker und surrealistischer Maler († 1956)
- 19. August: Fran Striker, US-amerikanischer Autor († 1962)
- 21. August: Josef Dahmen, deutscher Schauspieler († 1985)
- 21. August: Fritz Scherwitz, Betriebsleiter von Werkstätten für jüdische Zwangsarbeiter in Riga († 1962)
- 21. August: Paul van Cuyck, belgischer Unternehmer und Automobilrennfahrer († 1985)
- 22. August: Albert Francis Birch, US-amerikanischer Geophysiker († 1992)
- 22. August: Jerry Iger, US-amerikanischer Cartoonist und Comiczeichner († 1990)
- 23. August: Wolfgang Bartels, deutscher Politiker und MdB († 1975)
- 23. August: Charles F. Brannan, US-amerikanischer Politiker († 1992)
- 23. August: Walter Linse, deutscher Jurist († 1953)
- 23. August: Paul Ott, deutscher Orgelbauer († 1991)
- 24. August: Karl Hanke, Funktionär der NSDAP († 1945)
- 24. August: Ede Zathureczky, ungarischer Geiger und Musikpädagoge († 1959)
- 24. August: Erwin Zucker-Schilling, österreichischer Journalist und Schriftsteller († 1985)
- 25. August: Arpad Elo, US-amerikanischer Physiker und Statistiker († 1992)
- 25. August: Wallace O’Connor, US-amerikanischer Schwimmer und Wasserballspieler († 1950)
- 25. August: Rose Ouellette, kanadischer Komikerin, Schauspielerin und Sängerin († 1996)

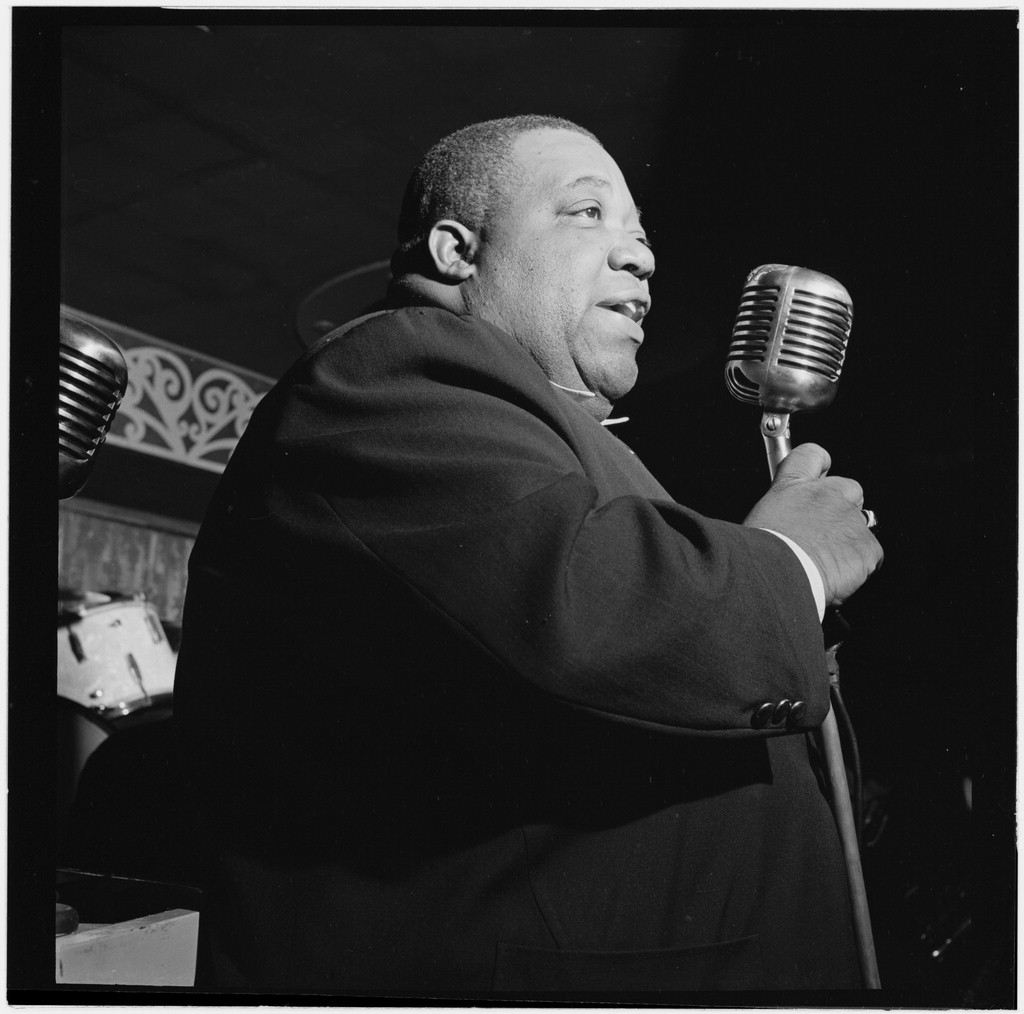
Jimmy Rushing

- 26. August: Jimmy Rushing, US-amerikanischer Blues- und Jazzsänger († 1972)
- 27. August: Leopold Achberger, evangelisch-lutherischer Superintendent der Steiermark († 1994)
- 27. August: Ernst Bettermann, deutscher Politiker († 1983)
- 27. August: Rudolf Kühnhold, deutscher Physiker († 1992)
- 28. August: Paul Arzens, französischer Designer († 1990)
- 28. August: Bruno Bettelheim, US-amerikanischer Psychoanalytiker und Kinderpsychologe († 1990)
- 28. August: Rudolf Wagner-Régeny, deutscher Komponist rumänischer Herkunft († 1969)
- 29. August: Ernst Kreuder, deutscher Schriftsteller († 1972)
- 30. August: Johannes Brüns, deutscher Politiker († 1965)
- 30. August: Pietro Pavan, Kardinal der römisch-katholischen Kirche († 1994)
- 30. August: Manuel Felipe Rugeles, venezolanischer Lyriker und Essayist († 1959)
- 31. August: Franz Blatt, österreichisch-dänischer mittellateinischer Philologe († 1979)
- 31. August: Heinz Maria Oeftering, erster Präsident der deutschen Bundesbahn und des Bundesrechnungshofs († 2004)

### September
- 01. September: Ray Flaherty, US-amerikanischer American-Football-Spieler und -Trainer († 1994)
- 02. September: Martin Heix, deutscher Politiker († 1977)
- 03. September: Joseph Arregui y Yparaguirre, spanischer Geistlicher († 1979)

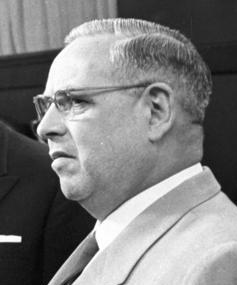
Lothar Bolz, 1959

- 03. September: Lothar Bolz, Vorsitzender der NDPD der DDR († 1986)
- 03. September: Wiktor Brégy, polnischer Sänger, Opernregisseur und Musikpädagoge († 1976)
- 03. September: Franz Felbringer, österreichischer Politiker († 1971)
- 04. September: Esther de Cáceres, uruguayische Lyrikerin († 1971)
- 06. September: William Ross Ashby, britischer Psychiater und Pionier in der Kybernetik († 1972)
- 07. September: Nino Bolzoni, italienischer Ruderer († 1972)
- 07. September: Margaret Landon, US-amerikanische Schriftstellerin († 1993)
- 07. September: Shimaki Kensaku, japanischer Schriftsteller († 1945)
- 08. September: Hans Aub, deutscher Wirtschaftsjurist und Politiker († 1983)
- 08. September: Max Kramer, deutscher Luftfahrtingenieur († 1986)
- 09. September: Josef Gregor, deutscher Volksliedpädagoge († 1987)
- 10. September: Hans Ruchti, deutscher Wirtschaftswissenschaftler († 1988)
- 10. September: Georges de Rham, Schweizer Mathematiker († 1990)

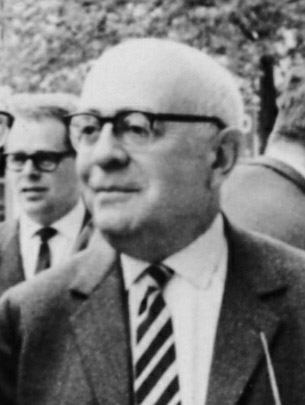
Theodor W. Adorno, 1964

- 11. September: Theodor W. Adorno, deutscher Soziologe, Musikwissenschaftler und Komponist († 1969)
- 11. September: Jean Aurenche, französischer Drehbuchautor († 1992)
- 11. September: Karl Joseph Leiprecht, Bischof der Diözese Rottenburg-Stuttgart († 1981)
- 11. September: Emil Ernst Ronner, Schweizer Lehrer, Schriftsteller und Politiker († 2000)
- 11. September: Yamanoguchi Baku, japanischer Lyriker († 1963)
- 12. September: Hans Fronius, österreichischer Maler und Illustrator († 1988)
- 13. September: Heribert Aichinger, österreichischer Schauspieler († 1985)
- 13. September: Jochen Joachim Bartsch, deutscher Regisseur, Filmeditor und Drehbuchautor († 1965)
- 13. September: Claudette Colbert, französisch-US-amerikanische Schauspielerin († 1996)
- 13. September: Rudolf Graber, Bischof von Regensburg († 1992)
- 15. September: Roy Acuff, Country-Sänger und Musik-Verleger († 1992)
- 15. September: Israel Kristal, polnisch-israelischer Holocaustüberlebender († 2017)
- 16. September: Irving Asher, US-amerikanischer Filmproduzent († 1985)
- 16. September: Gwen Bristow, US-amerikanische Journalistin und Schriftstellerin († 1980)
- 17. September: Frank O’Connor, irischer Schriftsteller († 1966)
- 17. September: George Koltanowski, belgisch-US-amerikanischer Schachspieler († 2000)
- 18. September: Helmut Petersen, deutscher Politiker († 1982)

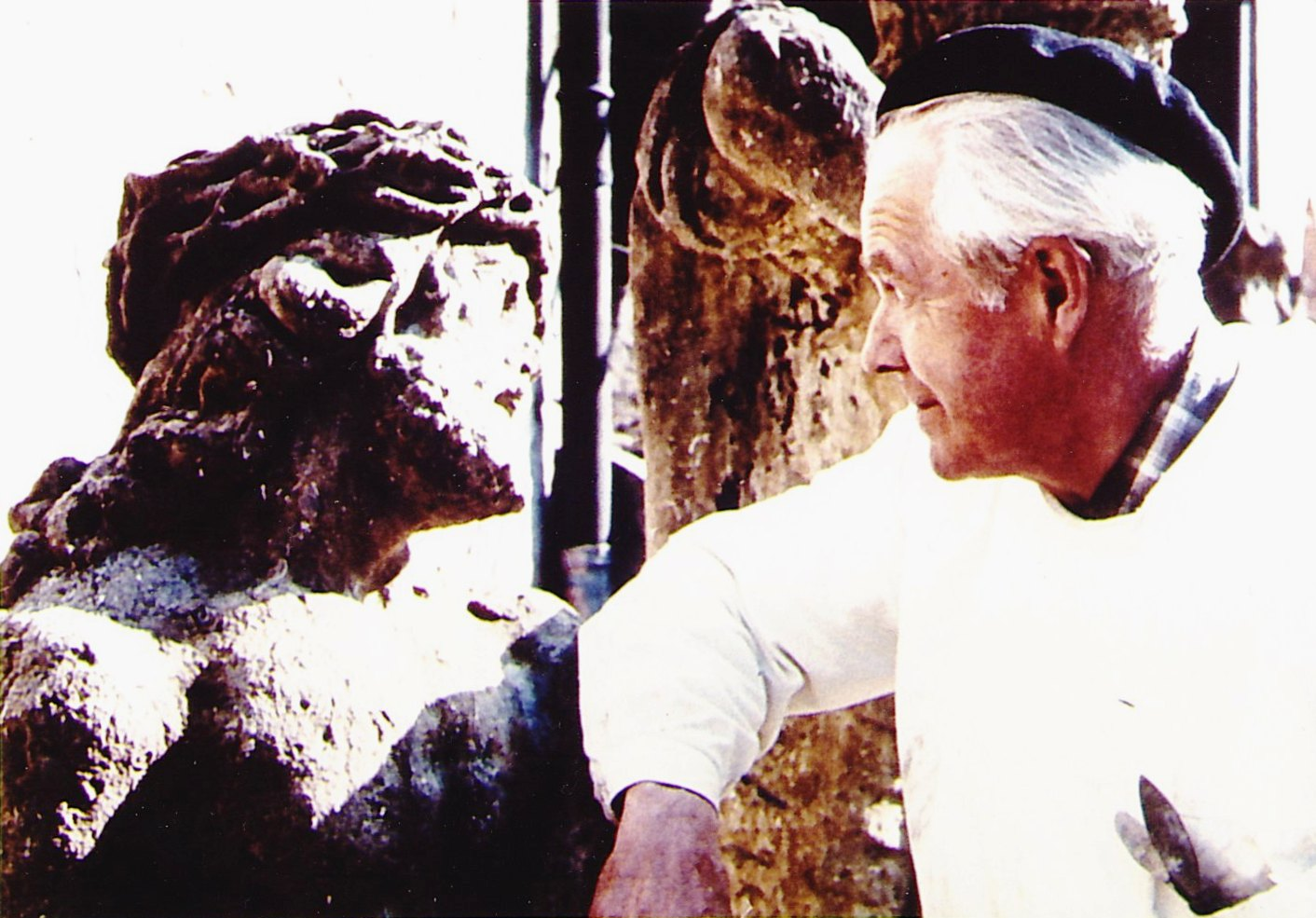
Otto Zirnbauer

- 18. September: Otto Zirnbauer, deutscher Bildhauer und Restaurator († 1970)
- 19. September: Wilhelm Friedrich Arntz, deutscher Jurist, Schriftsteller, Verlagsbuchhändler und Redakteur († 1985)
- 19. September: Herbert Trantow, deutscher Komponist und Dirigent († 1993)
- 19. September: Erich Haberland, deutscher Maler, Bildhauer und Unternehmer († 1964)
- 20. September: Joseph Breitbach, deutscher Schriftsteller, Journalist († 1980)
- 21. September: Ernst Trapp, deutscher Bauingenieur und Bauunternehmer († 1989)
- 21. September: Preston Tucker, US-amerikanischer Autodesigner und Hersteller († 1956)
- 21. September: Ishigaki Ayako, japanische Autorin und Feministin († 1996)
- 24. September: Frida Hockauf, Weberin im „VEB Mechanische Weberei Zittau“ († 1974)
- 24. September: Georg Buch, deutscher Politiker († 1995)
- 24. September: Manfred Schubert, deutscher Verwaltungsjurist († 2007)
- 25. September: Benno von Wiese, deutscher Germanist († 1987)

Mark Rothko

- 25. September: Mark Rothko, russisch-amerikanischer Maler († 1970)
- 26. September: René Hall, US-amerikanischer Jazz- und R&B-Gitarrist († 1988)
- 26. September: Frédérique Petrides, US-amerikanische Dirigentin belgischer Herkunft († 1983)
- 27. September: Otto Bennemann, deutscher Politiker († 2003)
- 28. September: Jorge Carrera Andrade, ecuadorianischer Lyriker, Schriftsteller und Diplomat († 1978)
- 28. September: Hans Erich Kalischer, deutscher Betriebswirt († 1966)
- 28. September: Albert Vigoleis Thelen, deutscher Schriftsteller und Übersetzer († 1989)
- 29. September: Ernst Flessa, Studienprofessor und Lyriker († 1976)
- 29. September: John Heysham Gibbon, US-amerikanischer Chirurg († 1973)
- 29. September: Günter Schmölders, deutscher Wirtschaftswissenschaftler († 1991)
- 30. September: Otto Ley, deutscher Motorradrennfahrer († 1977)

### Oktober
- 01. Oktober: George Coulouris, britischer Schauspieler († 1989)
- 01. Oktober: Pierre Veyron, französischer Automobilrennfahrer († 1970)
- 01. Oktober: Marcel Wittrisch, deutscher Tenor († 1955)
- 03. Oktober: William Berke, US-amerikanischer Regisseur, Drehbuchautor und Produzent († 1958)
- 04. Oktober: Ernst Kaltenbrunner, Jurist, Kriegsverbrecher († 1946)
- 04. Oktober: John Atanasoff, US-amerikanischer Computerpionier († 1995)
- 04. Oktober: Paulus Rusch, Bischof der Diözese Innsbruck († 1986)
- 05. Oktober: Marion King Hubbert, US-amerikanischer Geologe und Geophysiker († 1989)
- 06. Oktober: Ernest Walton, irischer Physiker († 1995)
- 07. Oktober: Herbert List, deutscher Fotograf († 1975)
- 08. Oktober: René Guillou, französischer Komponist († 1958)
- 08. Oktober: Ferenc Nagy, ungarischer Ministerpräsident († 1979)
- 09. Oktober: Elsa Arnold, deutsche Widerstandskämpferin († 1986)
- 10. Oktober: Karl von Belgien, Prinzregent von Belgien († 1983)
- 10. Oktober: Lee Blair, US-amerikanischer Jazz-Gitarrist und Banjospieler († 1966)
- 10. Oktober: Christo Radewski, bulgarischer Dichter, Kinderbuchautor und Übersetzer († 1996)
- 11. Oktober: Georg Draheim, Professor für Wirtschaftswissenschaft († 1972)
- 11. Oktober: Hans Söhnker, deutscher Schauspieler († 1981)
- 12. Oktober: Serge Brignoni, Maler, Plastiker und Sammler († 2002)
- 12. Oktober: Dutch Holland, US-amerikanischer Baseballspieler († 1967)
- 12. Oktober: Walter Jurmann, österreichischer Komponist († 1971)
- 15. Oktober: George Amy, US-amerikanischer Filmeditor († 1986)
- 15. Oktober: Svend Johannsen, dänischer Minderheitenpolitiker in Schleswig-Holstein († 1978)
- 16. Oktober: Leo Brewster, US-amerikanischer Jurist († 1979)
- 16. Oktober: Big Joe Williams, US-amerikanischer Blues-Gitarrist, Sänger und Songschreiber († 1982)
- 17. Oktober: Nathanael West, US-amerikanischer Schriftsteller († 1940)
- 18. Oktober: Lina Radke, deutsche Leichtathletin († 1983)
- 18. Oktober: Hermann Schwerdtfeger, deutscher Verleger und Journalist († 1988)
- 19. Oktober: Otto Furrer, Schweizer Wintersportler, Mitbegründer des Wintersportortes Zermatt († 1951)
- 19. Oktober: Tor Johnson, schwedischer Catcher und Schauspieler († 1971)
- 19. Oktober: Vittorio Giannini, US-amerikanischer Komponist († 1966)
- 20. Oktober: Erich Dietz, deutscher Maler und Bildhauer († 1990)
- 22. Oktober: Curly Howard, US-amerikanischer Komiker († 1952)
- 22. Oktober: George Wells Beadle, US-amerikanischer Biologe († 1989)
- 23. Oktober: Werner Klingler, deutscher Schauspieler, Regisseur und Drehbuchautor († 1972)
- 27. Oktober: Karl Gall, österreichischer Motorradrennfahrer († 1939)
- 27. Oktober: Pendleton Herring, US-amerikanischer Politikwissenschaftler († 2004)

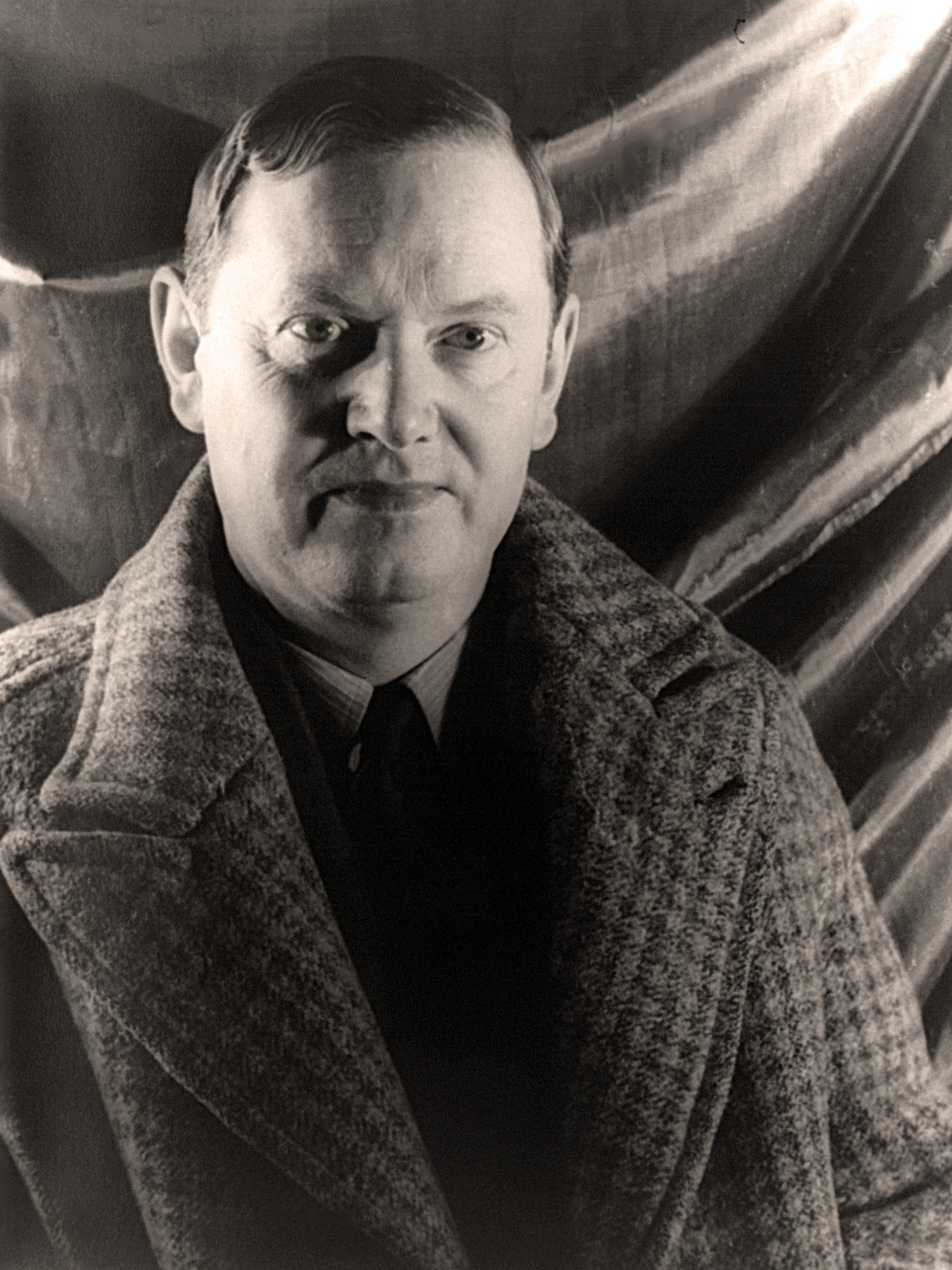
Evelyn Waugh

- 28. Oktober: Evelyn Waugh, britischer Schriftsteller († 1966)
- 29. Oktober: Yvonne Georgi, deutsche Ballett-Tänzerin und Choreographin († 1975)
- 29. Oktober: Erwin Linder, deutscher Schauspieler († 1968)
- 29. Oktober: Arturo Tabera, Erzbischof von Pamplona und Kardinal († 1975)
- 31. Oktober: Eric Ball, englischer Komponist und Dirigent († 1989)
- 31. Oktober: Joan Robinson, britische Ökonomin († 1983)
- 31. Oktober: Wolfgang Trillhaas, Ordinarius für Praktische Theologie und Systematik († 1995)

### November
- 01. November: François Paco, französischer Automobilrennfahrer († 1985)
- 01. November: Don Robey, US-amerikanischer Songschreiber und Musik-Produzent († 1975)
- 01. November: Jean Tardieu, französischer Dichter und Dramatiker († 1995)
- 03. November: Karel Bodlák, tschechischer Literaturkritiker, Dichter und Lehrer († 1989)
- 03. November: Archangelus Löslein, Kapuzinerpater († 1982)
- 03. November: Joseph Pütz, deutscher Politiker († 1982)
- 03. November: Walker Evans, US-amerikanischer Dokumentarfotograf († 1975)
- 04. November: Awerki Borissowitsch Aristow, sowjetischer Politiker und Diplomat († 1973)
- 04. November: Julius von Lautz, saarländischer Landesminister († 1980)

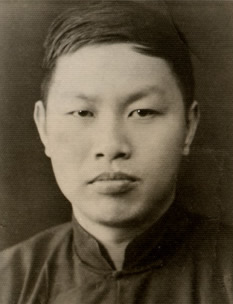
Watchman Nee

- 04. November: Watchman Nee, chinesischer Prediger († 1972)
- 05. November: Ernst Albert Altenkirch, SED-Funktionär und Mitglied der Zentralen Parteikontrollkommission († 1980)
- 06. November: Kon Hidemi, japanischer Schriftsteller († 1984)
- 06. November: June Marlowe, US-amerikanische Schauspielerin († 1984)
- 07. November: Ary Barroso, brasilianischer Komponist und Sänger († 1964)
- 07. November: Robert Cottrell-Hill, britischer Offizier († 1965)

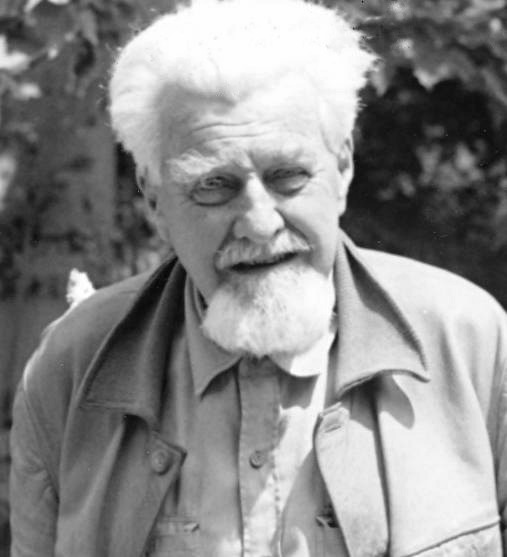
Konrad Lorenz

- 07. November: Konrad Lorenz, Biologe, Verhaltensforscher und Nobelpreisträger († 1989)
- 07. November: Jesús María Sanromá, puerto-ricanischer Pianist und Musikpädagoge († 1984)
- 08. November: Luigi Allemandi, italienischer Fußballspieler († 1978)
- 09. November: Carlo Hemmerling, Schweizer Komponist, Pianist und Organist († 1967)
- 09. November: Léon-Etienne Duval, Erzbischof von Algier und Kardinal († 1996)
- 10. November: Rudolf Batz, Chef des Einsatzkommandos 2 im Baltikum († 1961)
- 11. November: Egon Vietta, deutscher Reiseschriftsteller, Essayist, Dramatiker und Kritiker († 1959)
- 15. November: Jinzai Kiyoshi, Schriftsteller († 1957)
- 16. November: Barbara McLean, US-amerikanische Filmeditorin, Oscar-Preisträgerin († 1996)
- 17. November: Nicolaas Diederichs, südafrikanischer Politiker und Staatspräsident († 1978)
- 18. November: Roland Rupert Anderson, US-amerikanischer Szenenbildner († 1989)
- 20. November: Hugo Barth, deutscher Zehnkämpfer und Hürdenläufer († 1976)
- 21. November: Plácido António Cunha de Abreu, portugiesischer Kunstflieger († 1934)
- 21. November: Karl Pouva, Gründer der Karl Pouva KG in Freital († 1989)
- 21. November: Martin Göhring, deutscher Professor der Geschichtswissenschaft († 1968)
- 23. November: Alexander Georgijewitsch Iwtschenko, sowjetischer Flugmotorenkonstrukteur († 1968)
- 23. November: Juan Jover, spanischer Automobilrennfahrer († 1960)
- 26. November: Milan Dubrović, österreichischer Publizist, Chefredakteur, Herausgeber und Diplomat († 1994)
- 26. November: Alice Herz-Sommer, tschechisch-israelische Pianistin und Musikpädagogin († 2014)
- 26. November: Sebastián Piana, argentinischer Tangokomponist, Pianist und Musikpädagoge († 1994)
- 26. November: Friedrich Zietsch, deutscher Politiker († 1976)
- 27. November: Willem Gerardus Anderiesen, niederländischer Fußballspieler († 1944)
- 27. November: Carlo Baschieri, italienischer Motorradrennfahrer († unbekannt)
- 27. November: John McNally, US-amerikanischer American-Football-Spieler († 1985)
- 27. November: Lars Onsager, Chemiker und Physiker († 1976)
- 28. November: Wolfgang Pohle, deutscher Wirtschaftsjurist, Industrieller und Politiker († 1971)
- 28. November: Theo Wambeke, belgischer Ruderer († 1984)
- 29. November: Franco Autori, US-amerikanischer Dirigent († 1990)
- 30. November: Claude Arrieu, französische Komponistin († 1990)

### Dezember
- 01. Dezember: Kurt Schuster, deutscher Physiker († 1995)
- 03. Dezember: Eva Gräfin Finck von Finckenstein, deutsche Politikerin († 1994)
- 04. Dezember: Reginald Laubin, US-amerikanischer Schriftsteller und Künstler († 2000)
- 04. Dezember: Aaron Siskind, US-amerikanischer Fotograf († 1991)
- 04. Dezember: Cornell Woolrich, US-amerikanischer Krimi-Schriftsteller († 1968)
- 05. Dezember: María Luisa Escobar, venezolanische Komponistin, Pianistin und Sängerin († 1985)

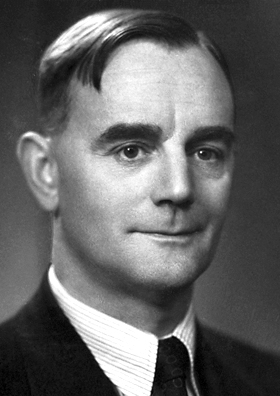
Cecil Powell

- 05. Dezember: Cecil Powell, englischer Atomphysiker († 1969)

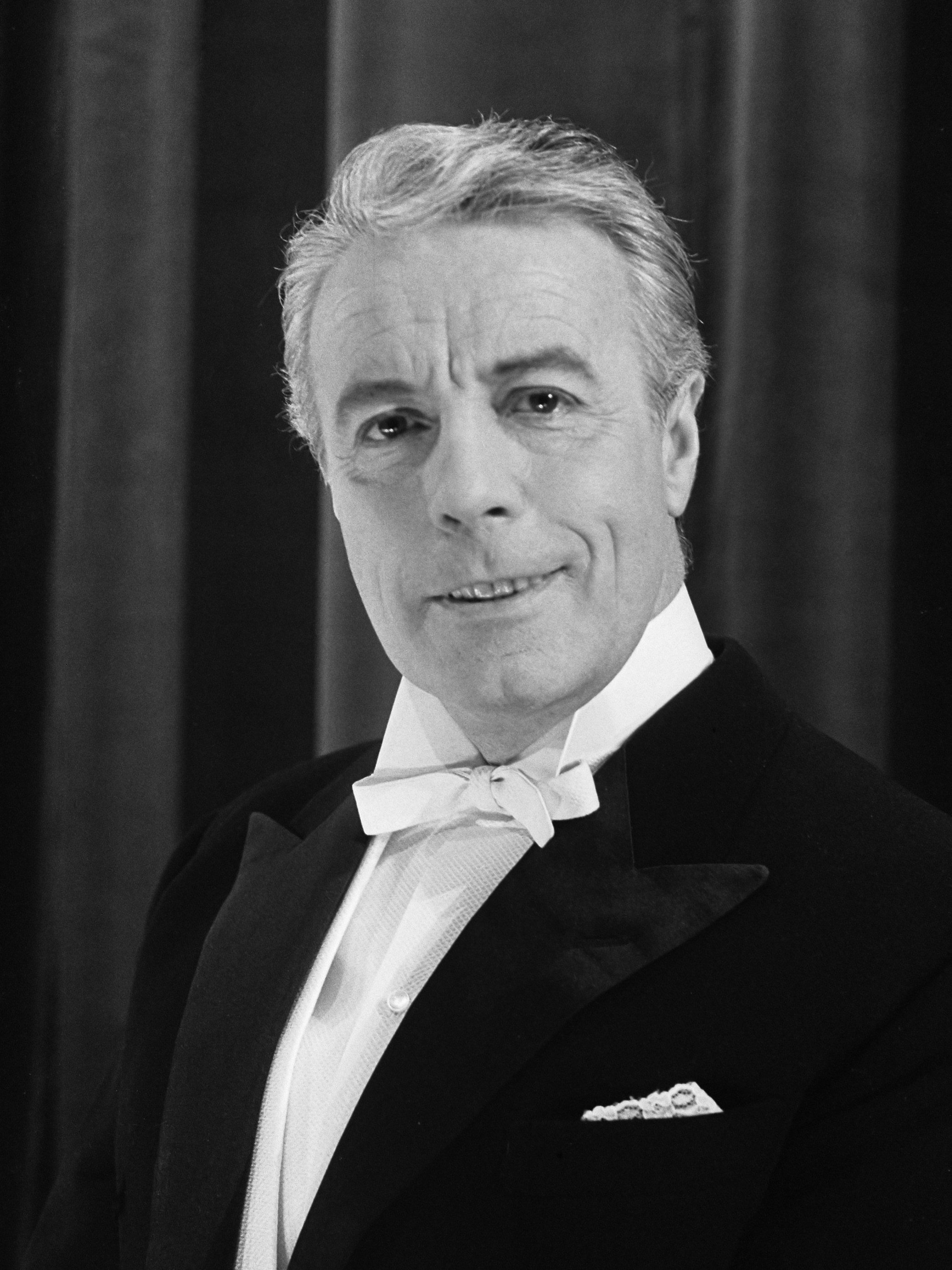
Johannes Heesters, 1964

- 05. Dezember: Johannes Heesters, niederländisch-österreichischer Schauspieler und Sänger († 2011)
- 06. Dezember: Mykola Kolessa, ukrainischer Komponist, Dirigent und Pädagoge († 2006)
- 07. Dezember: Alexander van Geen, niederländischer Moderner Fünfkämpfer († 1942)
- 07. Dezember: Josef Hug, Schweizer Korbflechter, Hausierer und Schriftsteller († 1985)
- 07. Dezember: Brian Lewis, 2. Baron Essendon, britischer Adeliger und Automobilrennfahrer († 1978)
- 07. Dezember: Takiguchi Shūzō, japanischer Lyriker, Kunstkritiker und Maler († 1979)
- 07. Dezember: Tisa von der Schulenburg, deutsche Künstlerin und Ordensschwester († 2001)
- 09. Dezember: Werner Abegg, Schweizer Textilindustrieller, Sammler von Textilien und Stifter der Abegg-Stiftung († 1984)
- 09. Dezember: Zofia Adamska, polnische Cellistin und Musikpädagogin († 1988)
- 09. Dezember: Adolf Maislinger, KZ-Häftling im KZ Dachau († 1985)
- 09. Dezember: Elisabeth Charlotte Gloeden, Widerstandskämpferin gegen den Nationalsozialismus († 1944)
- 09. Dezember: Konrad Friedrich Bauer, deutscher Typograf und Lehrer († 1970)
- 10. Dezember: Dulce María Loynaz, kubanische Dichterin († 1997)
- 10. Dezember: Johannes Even, deutscher Politiker († 1964)
- 10. Dezember: Luis Humberto Salgado, ecuadorianischer Komponist († 1977)
- 10. Dezember: Sylvère Caffot, französischer Komponist († 1993)
- 10. Dezember: Mary Norton, britische Kinderbuchautorin († 1992)
- 10. Dezember: Winthrop Sargeant, US-amerikanischer Musikkritiker († 1986)
- 11. Dezember: Hans Bauer, deutscher Skisportler († 1992)
- 12. Dezember: Ozu Yasujirō, japanischer Filmregisseur und Drehbuchautor († 1963)
- 15. Dezember: Henri de Gavardie, französischer Militär und Automobilrennfahrer († 1944)
- 16. Dezember: Guy Lapchin, französischer Automobilrennfahrer († 1991)
- 17. Dezember: Erskine Caldwell, US-amerikanischer Schriftsteller († 1987)
- 17. Dezember: Paul Maasland, niederländischer Ruderer († 1983)
- 17. Dezember: Tommy Thistlethwayte, britischer Automobilrennfahrer († 1956)
- 18. Dezember: Otto Meier, deutscher Künstler († 1996)
- 19. Dezember: Cyril Dean Darlington, englischer Botaniker und Genetiker († 1981)
- 19. Dezember: George Davis Snell, US-amerikanischer Mediziner, Nobelpreisträger für Medizin († 1996)
- 20. Dezember: Georges Antenen, Schweizer Radrennfahrer († 1979)
- 22. Dezember: Rosette Anday, ungarische Mezzo-Sopranistin († 1977)
- 22. Dezember: Haldan Keffer Hartline, US-amerikanischer Physiologe († 1983)

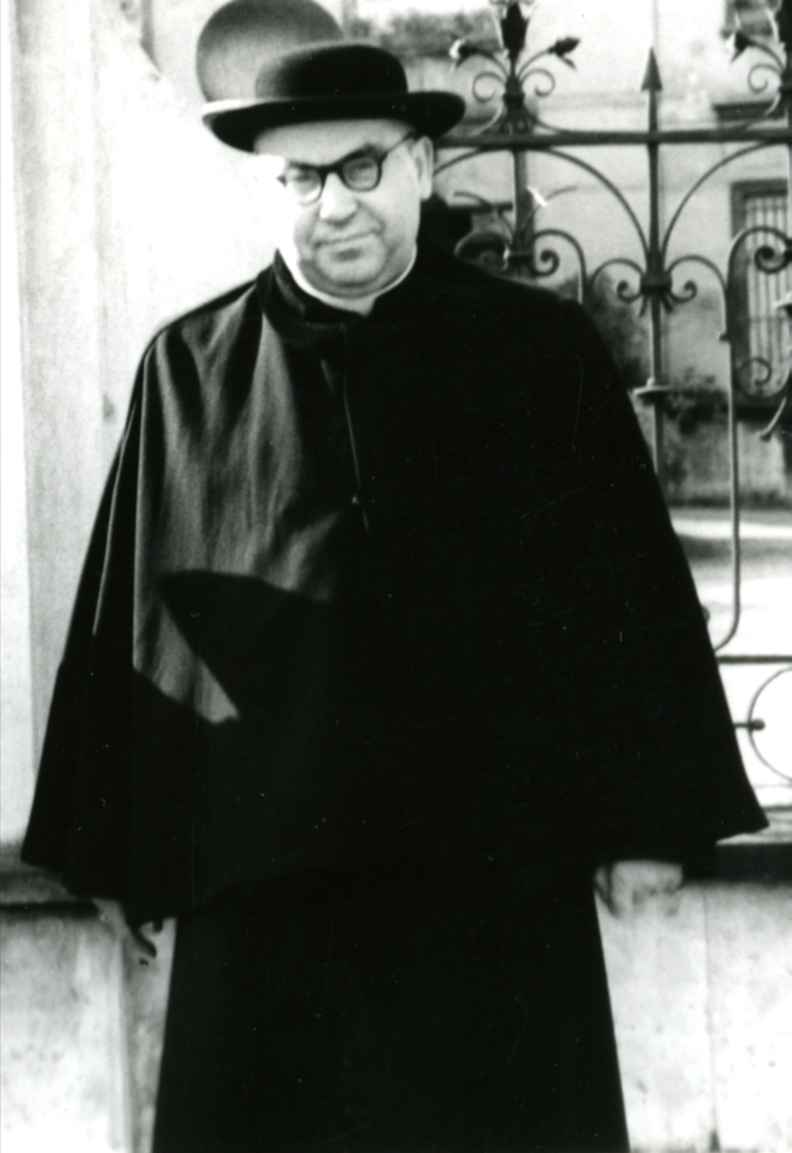
Bolesław Kominek

- 23. Dezember: Bolesław Kominek, Erzbischof von Wrocław und Kardinal († 1974)
- 24. Dezember: Joseph Cornell, US-amerikanischer Bildhauer, Maler und Experimentalfilmer († 1972)
- 24. Dezember: Ulrich Scheuner, Staatsrechtler († 1981)
- 26. Dezember: Richard Dennis Oliver Austin, britischer Dirigent († 1989)
- 26. Dezember: Robert Vandivier, US-amerikanischer Basketballspieler († 1983)
- 27. Dezember: Hans Ekstrand, deutscher Politiker († 1969)
- 27. Dezember: Hermann Volk, Bischof von Mainz († 1988)
- 28. Dezember: Michail Kalatosow, georgisch-russischer Filmregisseur († 1973)
- 28. Dezember: John von Neumann, ungarischer Chemiker, Mathematiker und Physiker († 1957)
- 29. Dezember: Ernst Kusserow, deutscher General († 1968)
- 29. Dezember: Erhard Mauersberger, Organist, Musiklehrer und Chordirigent († 1982)
- 31. Dezember: Hans Erhard Bock, deutscher Sportmediziner († 2004)
- 31. Dezember: Fumiko Hayashi, japanische Schriftstellerin († 1951)

### Genaues Geburtsdatum unbekannt
- Leslie Walter Allam Ahrendt, englischer Botaniker († 1969)
- Tomoichirō Akiba, japanischer Mediziner († 1983)
- Alberto Ancilotto, italienischer Kurzfilmregisseur († 1971)
- Sabri al-Asali, syrischer Politiker († 1976)
- José Martí Llorca, argentinischer Violinist und Komponist († 1997)
- Gertrud Skrabs, deutsche Malerin und Illustratorin († 1982)
- Fritz Steuri, Schweizer Skirennfahrer und Bergführer († 1955)

## Gestorben

### Januar bis April
- 03. Januar: Alois Hitler, österreichischer Zollbeamter und Vater Adolf Hitlers (* 1837)
- 05. Januar: Roswell Farnham, US-amerikanischer Politiker (* 1827)

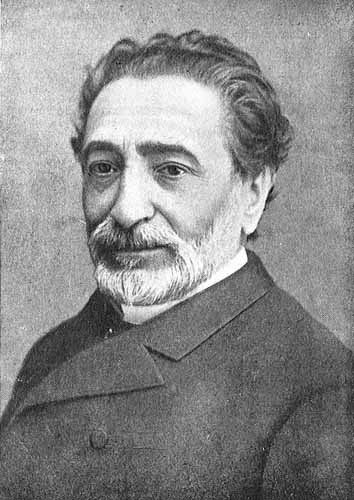
Práxedes Mateo Sagasta

- 05. Januar: Práxedes Mateo Sagasta, siebenmaliger spanischer Ministerpräsident (* 1825)
- 09. Januar: Carl Gustav Adolf Siegfried, deutscher evangelischer Theologe (* 1830)
- 24. Januar: Petko Karawelow, bulgarischer Politiker und Ministerpräsident (* 1843)
- 26. Januar: Pierre Coullery, Schweizer Mediziner und Politiker (* 1819)
- 30. Januar: Ernst Mey, Unternehmer in Paris und Leipzig (* 1844)
- 30. Januar: Albrecht Rudolf Rüetschi, Schweizer evangelischer Geistlicher und Hochschullehrer (* 1820)
- 01. Februar: Rudolph von Delbrück, deutscher Politiker (* 1817)
- 01. Februar: George Gabriel Stokes, irischer Physiker und Mathematiker (* 1819)
- 05. Februar: Henry L. Dawes, US-amerikanischer Politiker (* 1816)
- 05. Februar: Joseph Fugger von Glött, deutscher Offizier und Kolonialbeamter (* 1869)
- 05. Februar: Alberto Giovannini, italienischer Komponist und Musikpädagoge (* 1842)
- 06. Februar: Marià Vayreda i Vila, katalanischer Maler und Schriftsteller (* 1853)
- 07. Februar: James Glaisher, englischer Meteorologe und Aeronaut (* 1809)
- 22. Februar: Hugo Wolf, österreichischer Komponist (* 1860)
- 23. Februar: Friedrich Grützmacher, deutscher Komponist und Cellist (* 1832)
- 13. März: Alexander Ferdinand Ludwig Andrae, deutscher Landwirt und Politiker (* 1821)
- 15. März: Gustav Radde, deutscher Geograph und Naturforscher (* 1831)
- 21. März: Charles Labelle, kanadischer Komponist, Chorleiter, Dirigent und Musikpädagoge (* 1849)
- 22. März: August Schreiber, deutscher Pfarrer und Missionar (* 1839)
- 23. März: Albin Ackermann, deutscher Verleger und Buchhändler (* 1826)
- 23. März: Karl Holub, böhmischer Waffentechniker (* 1830)
- 24. März: Joannis Ferrouillat, französischer Politiker (* 1820)
- 25. März: Hector Archibald MacDonald, britischer General (* 1853)
- 28. März: Émile Baudot, französischer Ingenieur und Erfinder (* 1845)
- 31. März: Konrad Meyer, Schweizer Angestellter und Dichter (* 1824)
- 04. April: Margaret Ann Neve, erste Frau die erwiesenermaßen 110 Jahre wurde (* 1792)
- 09. April: Alexander Reinhold Bohnstedt, deutscher Pädagoge und Botaniker (* 1839)
- 13. April: Moritz Lazarus, deutscher Philosoph (* 1824)
- 19. April: Oliver Mowat, kanadischer Politiker (* 1820)
- 23. April: Karl Ackermann, deutscher Lehrer und Naturforscher (* 1841)
- 26. April: Malwida von Meysenbug, deutsche Schriftstellerin (* 1816)

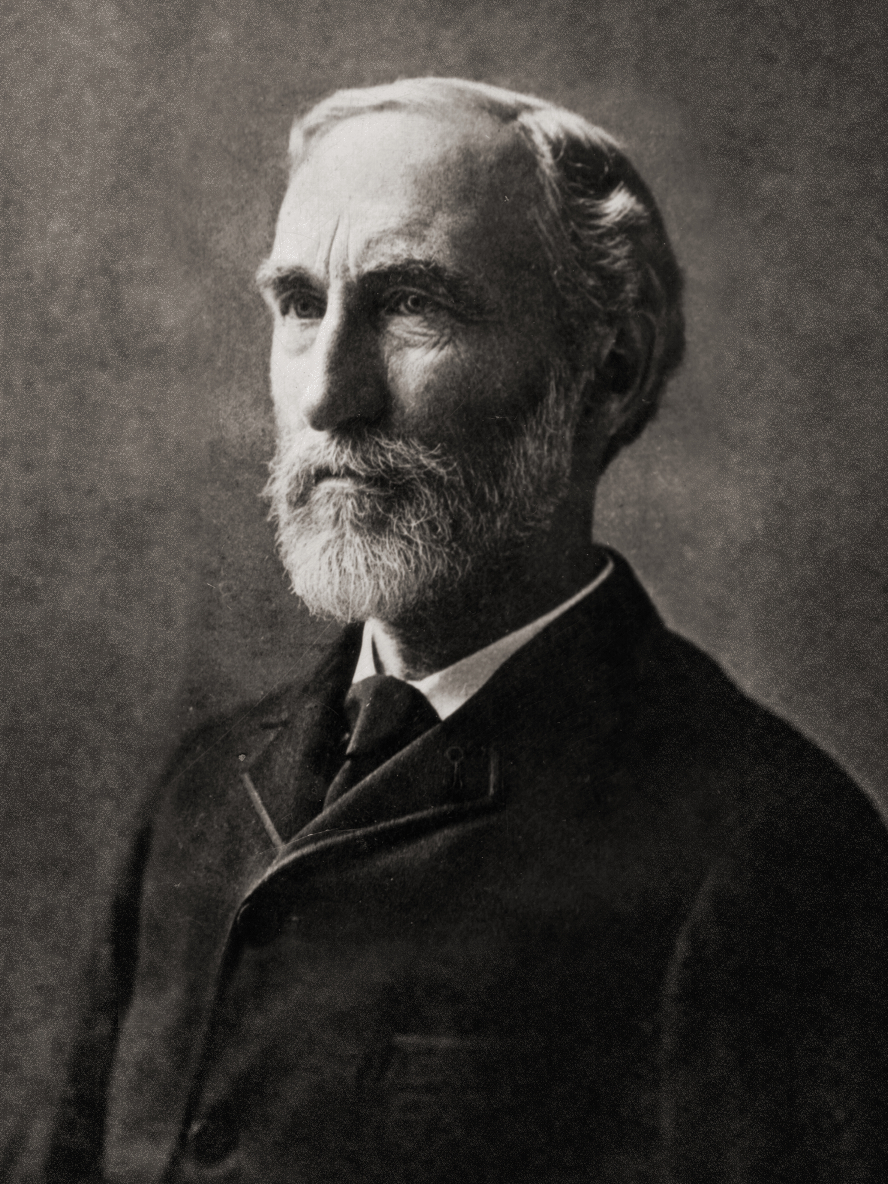
Josiah Willard Gibbs

- 28. April: Josiah Willard Gibbs, US-amerikanischer Physiker (* 1839)
- 29. April: Ferenc Szárnovszky, ungarischer Bildhauer und Medailleur (* 1863)

### Mai bis August
- 01. Mai: Luigi Arditi, italienischer Violinist und Komponist (* 1822)
- 07. Mai: Émile Durand, französischer Komponist und Musikpädagoge (* 1830)

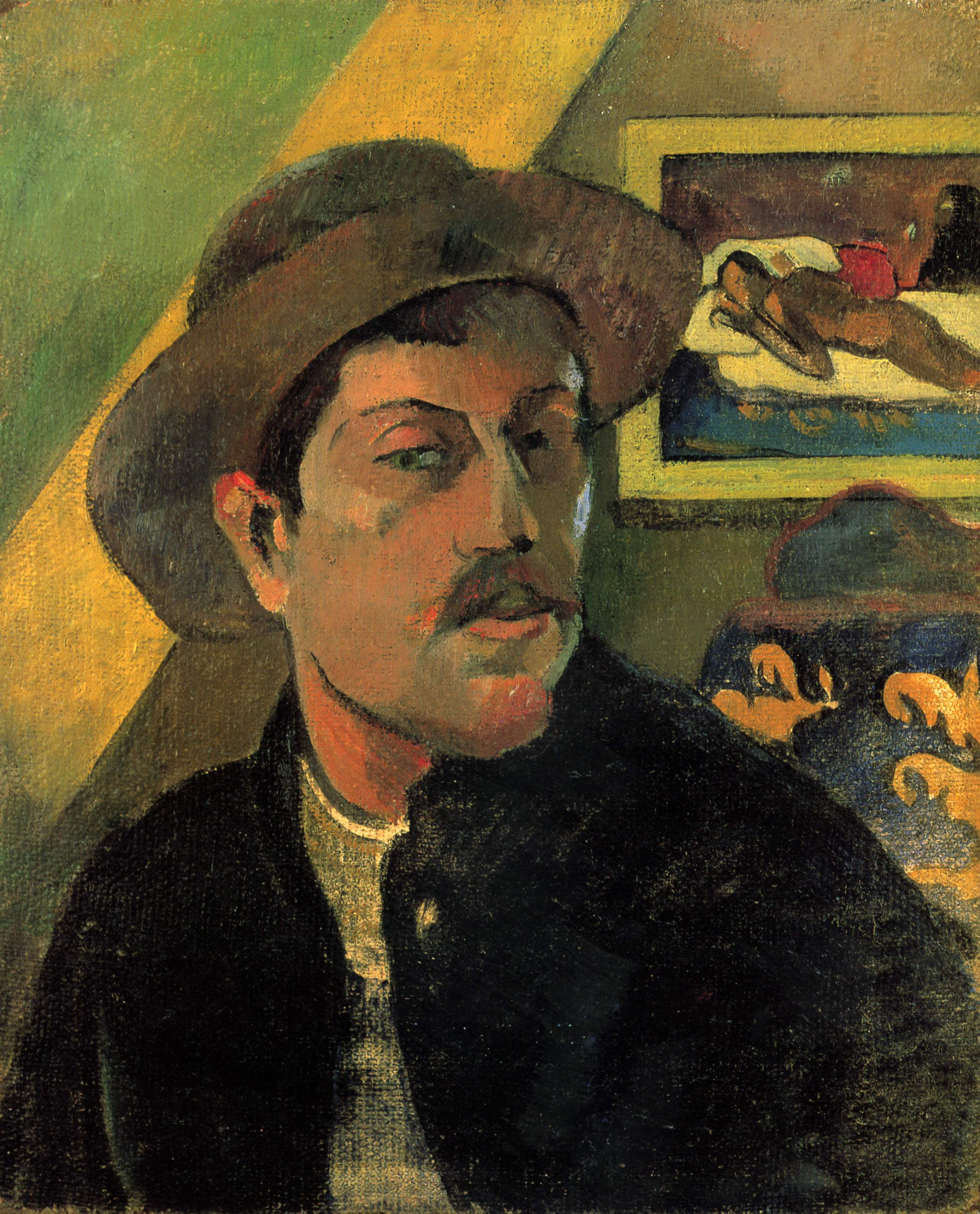
Selbstporträt, Paul Gauguin 1893

- 08. Mai: Paul Gauguin, französischer Maler (* 1848)
- 12. Mai: Karl Oppel, deutscher Schriftsteller (* 1816)
- 15. Mai: Eugen Lucius, deutscher Chemiker, Industrieller und Mäzen (* 1834)

Marcel Renault

- 24. Mai: Marcel Renault, französischer Automobilkonstrukteur und -rennfahrer (* 1872)
- 25. Mai: Max O’Rell, französischen Autoren und Journalisten (* 1847)
- 27. Mai: Johannes Maria Assmann, deutscher Priester (* 1833)
- 04. Juni: Jean-Jules Clamageran, französischer Politiker (* 1827)
- 09. Juni: Gaspar Núñez de Arce, spanischer Dichter, Journalist und Politiker (* 1834)
- 10. Juni: Luigi Cremona, italienischer Mathematiker und Politiker (* 1830)
- 10. Juni: Joshua G. Newbold, US-amerikanischer Politiker (* 1830)
- 11. Juni: Alexander I., König von Serbien (* 1876)
- 11. Juni: Gijsbert Hendrik Lamers, niederländischer reformierter Theologe (* 1834)
- 12. Juni: Heinrich Friedrich Wilhelm André, deutscher Jurist und Politiker (* 1827)
- 13. Juni: Adolf Achenbach, preußischer Beamter und Berghauptmann (* 1825)
- 13. Juni: Claude Loraine-Barrow, britischer Automobilrennfahrer (* 1870)
- 14. Juni: Carl Gegenbaur, deutscher Forscher (* 1826)
- 19. Juni: Herbert Vaughan, britischer Kardinal (* 1832)
- 23. Juni: Ludwig Franzius, Bremer Baudirektor (* 1832)
- 02. Juli: Ed Delahanty, US-amerikanischer Baseballspieler (* 1867)
- 07. Juli: August von Hergenhahn, deutscher Jurist, Landrat und Polizeipräsident (* 1830)
- 08. Juli: Sigismund von Zedlitz und Neukirch, deutscher Jagdkynologe und Jagdschriftsteller (Hegewald) (* 1838)
- 17. Juli: James McNeill Whistler, amerikanischer Maler (* 1834)

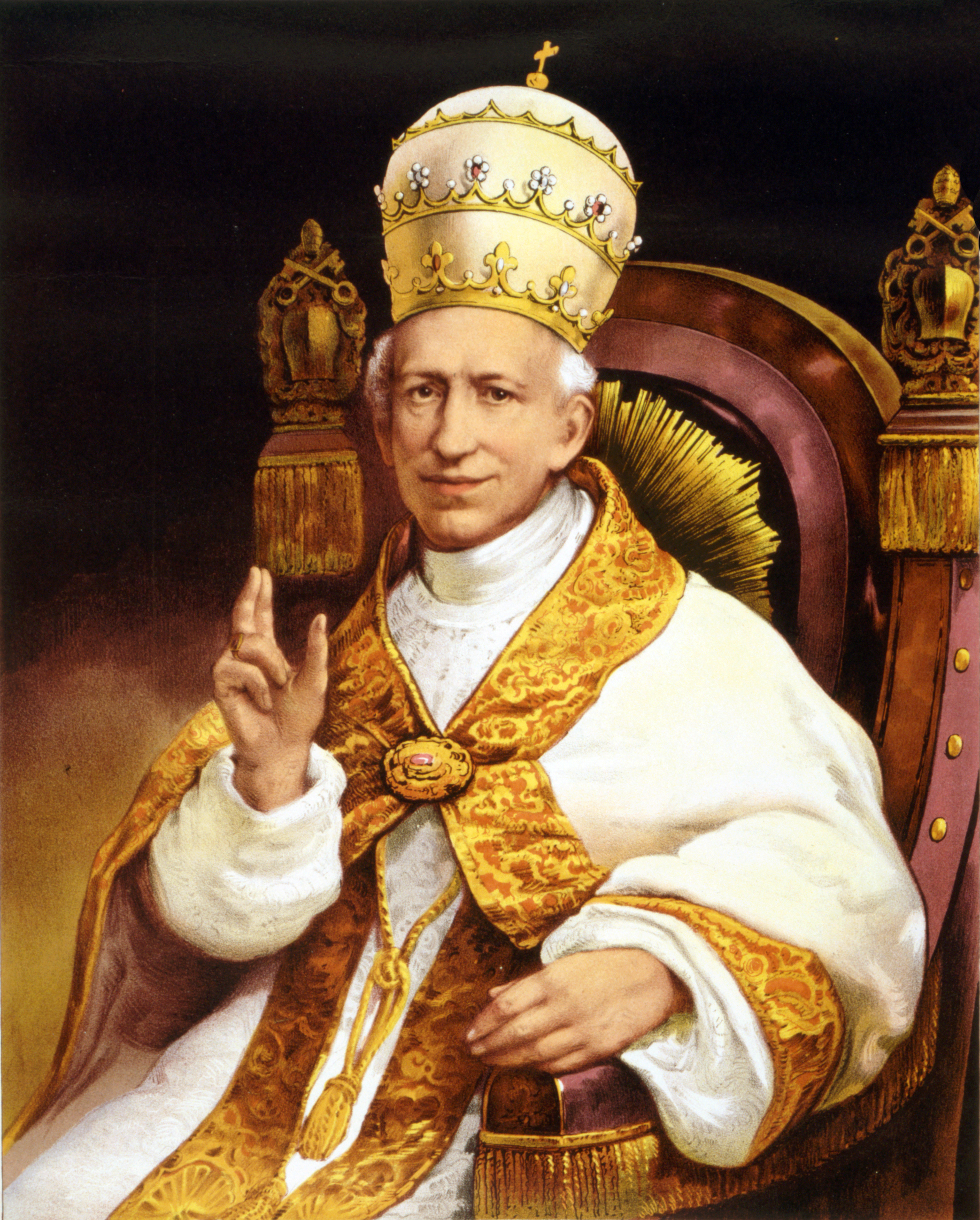
Leo XIII.

- 20. Juli: Leo XIII., Papst (* 1810)
- 20. Juli: Samuel Mayes Arnell, US-amerikanischer Politiker (* 1833)
- 21. Juli: Henri Alexis Brialmont, belgischer General und Militärschriftsteller (* 1821)
- 25. Juli: Prosper Mathieu Henry, französischer Optiker und Astronom (* 1849)
- 01. August: Calamity Jane, US-amerikanische Westernheldin (* 1856)
- 04. August: Barthold Jacob Lintelo de Geer van Jutphaas, niederländischer Rechtswissenschaftler, Historiker, Politiker und Orientalist (* 1816)
- 07. August: Hermann Ampach, deutscher Rittergutsbesitzer und Politiker (* 1829)
- 09. August: Onno Klopp, Publizist und Historiker (* 1822)
- 11. August: Eugenio María de Hostos, puerto-ricanischer Schriftsteller und Pädagoge (* 1839)
- 21. August: Kambazembi wa Kangombe, Stammesführer der Herero (* 1843)
- 24. August: Eugen Askenasy, deutscher Biologe (* 1845)

### September bis Dezember
- 03. September: Franz Deym von Střítež, österreichischer Diplomat (* 1838)
- 04. September: Hermann Zumpe, deutscher Dirigent (* 1850)
- 05. September: Friedrich Kaulbach, deutscher Maler (* 1822)
- 05. September: Joseph Schröder, deutscher Theologieprofessor (* 1849)
- 06. September: Alban Lipp, deutscher Lehrer, Kirchenmusiker und Komponist (* 1866)
- 07. September: Eracle Arion, rumänischer General (* 1838)
- 13. September: Carl Schuch, österreichischer Maler (* 1846)
- 15. September: James K. Kelly, US-amerikanischer Politiker (* 1819)
- 18. September: Alexander Bain, schottischer Philosoph und Pädagoge (* 1818)
- 18. September: Theodor Kirchner, deutscher Komponist, Dirigent, Organist und Pianist (* 1823)
- 18. September: Jean Fernand-Lafargue, französischer Schriftsteller (* 1856)
- 21. September: Achille Bizzoni, italienischer Journalist, Übersetzer und Schriftsteller (* 1841)
- 23. September: Charles B. Farwell, US-amerikanischer Politiker (* 1823)
- 27. September: Charles Gordon-Lennox, 6. Duke of Richmond, britischer Politiker (* 1818)

Marie Geistinger

- 29. September: Marie Geistinger, österreichische Schauspielerin und Sängerin (* 1836)
- 04. Oktober: Hermann Cremer, deutscher protestantischer Theologe (Dogmatiker) (* 1834)
- 04. Oktober: Otto Weininger, österreichischer Philosoph (* 1880)
- 06. Oktober: Wilson S. Bissell, US-amerikanischer Politiker (* 1847)
- 06. Oktober: Franz Misteli, Schweizer Altphilologe und Sprachwissenschaftler (* 1841)
- 13. Oktober: Richard Albert Fellinger, deutscher Industrieller (* 1848)
- 14. Oktober: Ernst-Arved Senft, Schweizer evangelischer Geistlicher und Bischof der Evangelischen Brüder-Unität (* 1844)
- 24. Oktober: Michail Abramowitsch Morosow, russischer Industrieller, Historiker und Kunstsammler (* 1870)
- 28. Oktober: Peter Turney, US-amerikanischer Politiker (* 1827)
- 30. Oktober: Ozaki Kōyō, japanischer Schriftsteller (* 1868)
- 01. November: Theodor Mommsen, deutscher Historiker (* 1817)

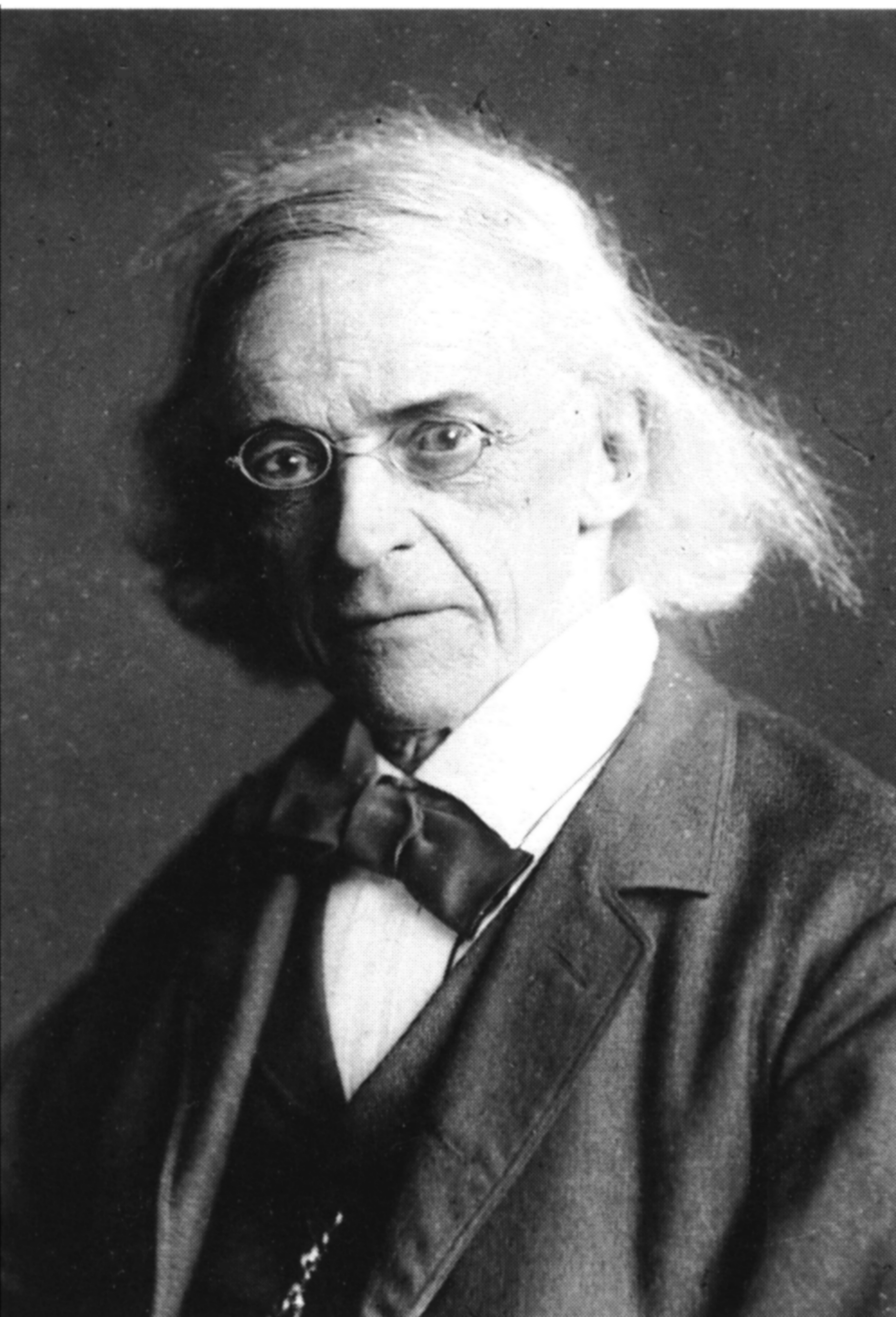
Theodor Mommsen

- 05. November: Heinrich Brück, Bischof von Mainz (* 1831)
- 09. November: Montagu Corry, 1. Baron Rowton, britischer Politiker und Philanthrop (* 1838)
- 13. November: Camille Pissarro, französischer Maler (* 1830)
- 13. November: Wilhelm von Polenz, deutscher Schriftsteller (* 1861)
- 16. November: Camillo Sitte, österreichischer Architekt und Städteplaner (* 1843)
- 16. November: Elisabeth von Hessen-Darmstadt, Prinzessin von Hessen und bei Rhein (* 1895)
- 19. November: Wilhelm Hein, österreichischer Orientalist (* 1861)
- 20. November: Gaston de Chasseloup-Laubat, französischer Automobilrennfahrer (* 1866)
- 20. November: Francis M. Drake, US-amerikanischer Politiker (* 1830)

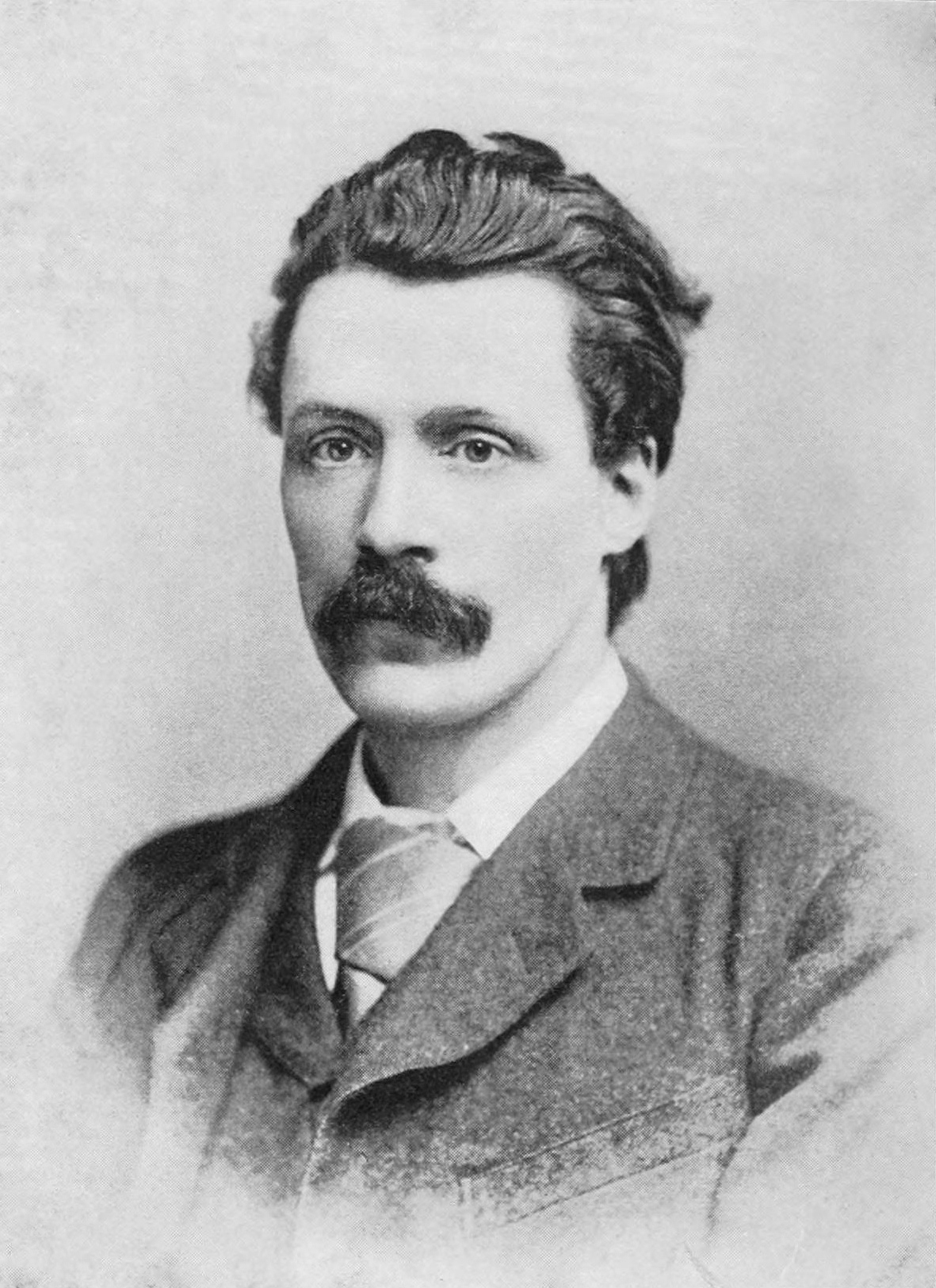
George Robert Gissing

- 24. November: Johann Baptist von Anzer, deutscher Missionar und Bischof (* 1851)
- 24. November: Josef Sittard, deutscher Musikpädagoge und Musikwissenschaftler (* 1846)
- 25. November: Sabino Arana Goiri, spanisch-baskischer Autor und Politiker (* 1865)
- 26. November: Madatya Karakaschian, armenischer Sprachwissenschaftler, Lehrer, Publizist und Mechitarist (* 1818)
- 28. November: Jules Levy, britisch-US-amerikanischer Komponist und Kornettist (* 1838)
- 28. November: Ottmar Schmidt, deutscher Apotheker und Professor (* 1835)
- 02. Dezember: Otto von und zu Aufseß, deutscher Politiker (* 1825)
- 03. Dezember: Albrecht von Arnim, preußischer Adeliger und Politiker (* 1841)
- 05. Dezember: Robert Beyschlag, deutscher Genremaler (* 1838)
- 07. Dezember: Arthur Milchhoefer, deutscher Archäologe (* 1852)
- 08. Dezember: Gavriil Musicescu, rumänischer Komponist (* 1847)
- 08. Dezember: Herbert Spencer, englischer Philosoph und Soziologe (* 1820)
- 09. Dezember: Adolph von Hansemann, deutscher Bankier (* 1826)
- 09. Dezember: Camille du Locle, französischer Librettist (* 1832)
- 13. Dezember: Alexander McDonald, US-amerikanischer Politiker (* 1832)
- 16. Dezember: Tante Hanna, deutsche Volksmissionarin (* 1825)
- 16. Dezember: Paul d’Ivry, französischer Komponist (* 1829)
- 16. Dezember: Ochiai Naobumi, japanischer Lyriker und Literaturwissenschaftler (* 1861)
- 18. Dezember: Oskar von Arnim-Kröchlendorff, deutscher Politiker (* 1813)
- 20. Dezember: Kornél Ábrányi, ungarischer Pianist, Schriftsteller, Musiktheoretiker, Komponist und Musiker (* 1822)
- 23. Dezember: Middleton Barrow, US-amerikanischer Politiker (* 1839)
- 23. Dezember: Sophus Ruge, deutscher Geograph (* 1831)
- 28. Dezember: George Robert Gissing, britischer Schriftsteller (* 1857)
- 31. Dezember: Georg von Liebig, deutscher Mediziner und Klimatologe (* 1827)

### Genaues Todesdatum unbekannt
- Edmond Dédé, US-amerikanischer Komponist und Geiger (* 1823)
- Girolamo de Rada, albanisch-italienischer Schriftsteller (* 1814)